# José Antonio Primo de Rivera
José Antonio Primo de Rivera y Sáenz de Heredia (Madrid, 24 de abril de 1903-Alicante, 20 de noviembre de 1936) fue un abogado y político falangista español, primogénito del dictador Miguel Primo de Rivera y fundador de la Falange Española, formación con aspiraciones a convertirse en la representación del fascismo en España. Primo de Rivera imprimiría a su partido un lenguaje «entre místico, poético y militar».
Estando preso en la cárcel de Alicante en las fechas del golpe de Estado, fue juzgado por conspiración y rebelión militar contra el Gobierno de la Segunda República, condenado a la pena de muerte y ejecutado por fusilamiento durante los primeros meses de la guerra civil española. 
Su imagen idealizada fue honrada durante la contienda por el régimen franquista, que lo convirtió en icono y mártir al servicio de la propaganda del instaurado Movimiento Nacional. Tras su muerte, silenciada esta en el bando sublevado, se le llegó a conocer en la zona sublevada como «el Ausente». Terminada la guerra, su nombre encabezó todas las listas de fallecidos del bando sublevado y la inscripción «José Antonio ¡Presente!» se podía encontrar en muchas iglesias españolas. Ismael Saz advierte que sus seguidores y el régimen franquista lo convirtieron en un mito «sobreponiéndose sobre el propio personaje hasta el punto de hacerlo en ocasiones irreconocible». Ostentó en vida el título nobiliario de III marqués de Estella, con grandeza de España.

## Biografía

### Infancia y educación

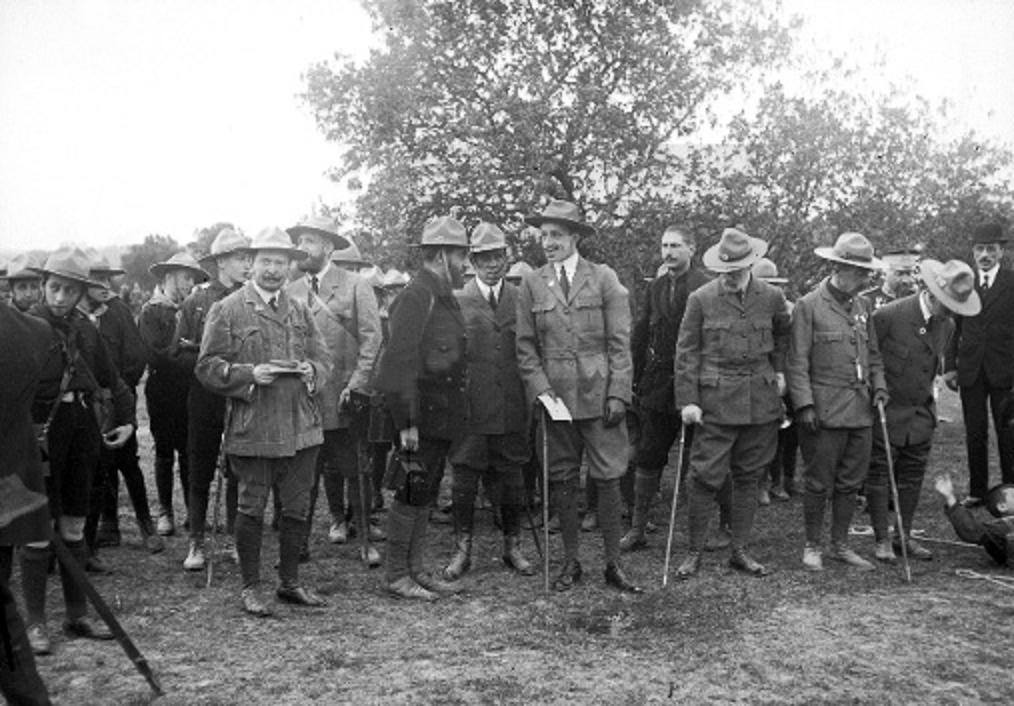
José Antonio Primo de Rivera, a la izquierda de la imagen, con uniforme de los Exploradores de España. El rey Alfonso XIII en el centro acompañado de diversas autoridades de la época (c. 1918).

Fue primogénito del general Miguel Primo de Rivera y Orbaneja, que gobernó España como dictador entre 1923 y 1930. Huérfano de madre a los cinco años, fue educado, junto a sus cuatro hermanos, por una tía paterna. En su crianza se le infundieron las tendencias militares de su padre y las católicas de su madre y sus tías. Ingresó en los Exploradores de España junto con sus hermanos, por voluntad de su padre como parte de su ideario militarista y regeneracionismo costista, quien desde sus comienzos fue vocal fundador del Consejo Nacional de la institución patriótica juvenil. Cursó bachillerato desde su casa, sin asistir a clases, instruido por profesores particulares que también le enseñaron francés y algo de inglés. Desanimado por su padre en cuanto a hacer carrera militar, decidió estudiar Derecho en Madrid, siguiendo algunos antecedentes familiares (uno de sus abuelos fue magistrado) e influido por el hijo mayor del médico de los Primo de Rivera, Raimundo Fernández-Cuesta, que acababa de licenciarse en Derecho.
El primer año de universidad lo cursó, al igual que el bachillerato, desde su propia casa asistido por profesores particulares. El segundo año se incorporó a la vida de la universidad, donde trabó amistad con Ramón Serrano Suñer. Este y Raimundo Fernández-Cuesta se convertirían en sus albaceas testamentarios.
Tras el decreto de autonomía universitaria de 1919, que permitía las asociaciones de estudiantes, formó parte de la dirección de la recién creada Asociación de Estudiantes de Derecho, dirigida por su amigo Serrano Suñer, antagónica de la Asociación de Estudiantes Católicos, liderada por Ángel Herrera Oria.
En 1922 terminó la licenciatura brillantemente. Posteriormente realiza el servicio militar en los Dragones de Santiago. En junio de 1925 se cruzó de santiaguista, cumpliendo con empeño todos los deberes de la orden religiosa y militar. Siendo universitario escoge la modalidad de «voluntario de un año» y termina el servicio con el grado de alférez de complemento. José Antonio Primo de Rivera vive muy de cerca el golpe de Estado que, en 1923, colocó a su padre al frente de un Gobierno dictatorial instaurado con anuencia del rey Alfonso XIII. Terminado el servicio militar, aún pasará varios meses ampliando sus estudios de derecho y, en abril de 1925, se dio de alta en el Colegio de Abogados de Madrid y abrió su propio bufete. Poco después fue nombrado gentilhombre grande de España con ejercicio y servidumbre del monarca.

### La dictadura y su vocación política
En 1930 participó en el proyecto político de la Unión Monárquica Nacional. El 2 de mayo de ese año aceptó el cargo de vicesecretario general del partido, con el propósito de reivindicar la memoria de su padre, atacada tanto a la caída de su dictadura, al final de la monarquía, como durante la Segunda República (1931). En este periodo colabora en el periódico La Nación (copropietario del mismo por herencia familiar) con artículos de carácter político, principalmente reivindicando la dictadura de su padre. En diciembre de 1931, en el prólogo del libro La Dictadura de Primo de Rivera juzgada en el extranjero, lleva a cabo un duro ataque contra los intelectuales, a los que tacha de estar bajo «el predominio de la masa», considerándolos «pseudointelectuales incalificados, incalificables y descalificados».
Primo de Rivera fracasó en su intento de obtener un escaño de diputado por Madrid en las elecciones de 1931, siendo derrotado por Manuel Bartolomé Cossío. Fue detenido en 1932 bajo la sospecha de haber colaborado con la sublevación organizada por el general Sanjurjo, hecho que él siempre negó, para, finalmente, salir de la cárcel sin cargos. En 1933, en pleno auge de los movimientos fascista en Italia y nazi en Alemania, colabora en la salida de la revista El Fascio publicando un artículo titulado «Orientaciones hacia un nuevo Estado», un ataque al liberalismo político que comienza así: «El Estado liberal no cree en nada, ni siquiera en sí mismo. El Estado liberal permite que todo se ponga en duda, incluso la conveniencia de que él mismo exista»; y en el que también se puede leer: «La libertad no puede vivir sin el amparo de un principio fuerte, permanente. Cuando los principios cambian con los vaivenes de la opinión, solo hay libertad para los acordes con la mayoría. Las minorías están llamadas a sufrir y callar».

Podríamos decir que nuestro personaje inició su vida política en las filas de la derecha monárquica reaccionaria y contrarrevolucionaria —en la Unión Monárquica Nacional— que agrupaba a muchos de los hombres de la que había sido el régimen de su padre, la dictadura de Primo de Rivera. Una derecha reaccionaria y contrarrevolucionaria que en términos generales le acompañaría y arroparía en su proceso de fascistización hasta la fundación misma de Falange Española en octubre de 1933 y los primeros pasos de la formación.
 Saz Campos (2004, «José Antonio Primo de Rivera y el Fascismo Español», p. 67)

El Fascio solo tiró un número, que fue recogido por la policía, aunque muchos ejemplares pudieron ser repartidos en provincias. Poco después se entrevistó con José María de Areilza en su despacho madrileño de abogado, donde le llamó la atención que hubiera enmarcado y colgado en él el famoso poema If de Rudyard Kipling en inglés.

### La Falange y su actividad política
José Antonio Primo de Rivera creó, junto a Julio Ruiz de Alda, el Movimiento Español Sindicalista, embrión de la futura Falange Española, movimiento político de carácter fascista que, como tal, nació desconfiando de los métodos democráticos e intentó imponer un Nuevo Estado de carácter totalitario y corporativo (expresado en la consigna del sindicalismo vertical). En sus puntos iniciales ya estaban presentes los conceptos que Primo de Rivera manejaría a lo largo de su corta vida política: una España unida por un destino universal que supere la lucha de clases y los nacionalismos, la concepción de un hombre nuevo portador de valores eternos y una justicia social que proporcione al hombre una vida digna y humana; todo esto, con un sentido de catolicidad. José Antonio "como humanista, jurista y católico no podía aceptar el empleo de la violencia como arma política, pues solo la consideraba legítima si era como medio de autodefensa, tal como enseñaba Santo Tomás de Aquino".Estas razones morales le llevaron a prohibir atentados de represalia indiscriminada.
La Falange Española fue fundada en el Teatro de la Comedia de Madrid, el 29 de octubre de 1933. Dicho acto comenzó con las palabras de Primo de Rivera «Camaradas, nada de un párrafo de gracias. Escuetamente gracias, como corresponde al laconismo militar de nuestro estilo»; definiéndose, acto seguido, como contrario al Estado liberal parlamentario y fustigando a Jean-Jacques Rousseau y su Contrato Social:

Cuando, en marzo de 1762, un hombre nefasto, que se llamaba Juan Jacobo Rousseau, publicó El contrato social, dejó de ser la verdad política una entidad permanente. Antes, en otras épocas más profundas, los Estados, que eran ejecutores de misiones históricas, tenían inscritas sobre sus frentes, y aún sobre los astros, la justicia y la verdad. Juan Jacobo Rousseau vino a decirnos que la justicia y la verdad no eran categorías permanentes de razón, sino que eran, en cada instante, decisiones de voluntad.[...] Como el Estado liberal fue un servidor de esa doctrina, vino a constituirse no ya en el ejecutor resuelto de los destinos patrios, sino en el espectador de las luchas electorales. Para el Estado liberal, sólo era lo importante que en las mesas de votación hubiera sentado un determinado número de señores; que las elecciones empezaran a las ocho y acabaran a las cuatro; que no se rompieran las urnas. Cuando el ser rotas es el más noble destino de todas las urnas. Después, a respetar tranquilamente lo que de las urnas saliera, como si a él no le importase nada.
Discurso del Teatro de la Comedia, 29 de octubre de 1933.

Y legitimar el ejercicio de la violencia, «la dialéctica de los puños y las pistolas», para propiciar un Estado autoritario:

La Patria es una síntesis trascendente, una síntesis indivisible, con fines propios que cumplir; y nosotros lo que queremos es que el movimiento de este día, y el Estado que cree, sea el instrumento eficaz, autoritario, al servicio de una unidad indiscutible, de esa unidad permanente, de esa unidad irrevocable que se llama Patria.
Discurso del Teatro de la Comedia, 29 de octubre de 1933.

En las elecciones de noviembre de 1933 obtuvo escaño en las Cortes por la circunscripción de Cádiz, —donde su familia disponía de gran influencia—, integrado en una coalición conservadora monárquica. En 1934 fusionó Falange Española con las Juntas de Ofensiva Nacional-Sindicalista de Ramiro Ledesma Ramos y Onésimo Redondo, dando lugar a FE de las JONS, incorporando a Falange el nacional-sindicalismo de las JONS. En un primer momento, para la dirección del partido se formó un triunvirato constituido por el propio José Antonio Primo de Rivera, Ramiro Ledesma y Julio Ruiz de Alda. Un año después, y tras una ajustada votación, Primo de Rivera acabó siendo proclamado jefe único del partido. A partir de este momento, la figura de José Antonio Primo de Rivera pasaría a ser el icono oficial del partido.
Primo de Rivera, en la primera andadura de Falange, no se desvinculó de los círculos monárquicos. Siendo Falange un grupo marginal, con escasos recursos económicos, Primo de Rivera encontró financiación en estos grupos que la consideraban una fuerza de choque para combatir a las organizaciones de izquierda y desestabilizar a la II República. Más adelante, buscaría el apoyo de la Italia fascista, consiguiendo en el verano de 1935 un sueldo mensual de 50 000 liras como agente extranjero del gobierno fascista italiano.
En 1935, Primo de Rivera se dedicó a realizar viajes por España dando mítines, que serían comentados en las páginas del semanario falangista Arriba, y en Haz, órgano del SEU. En este año Ledesma fue expulsado de Falange.

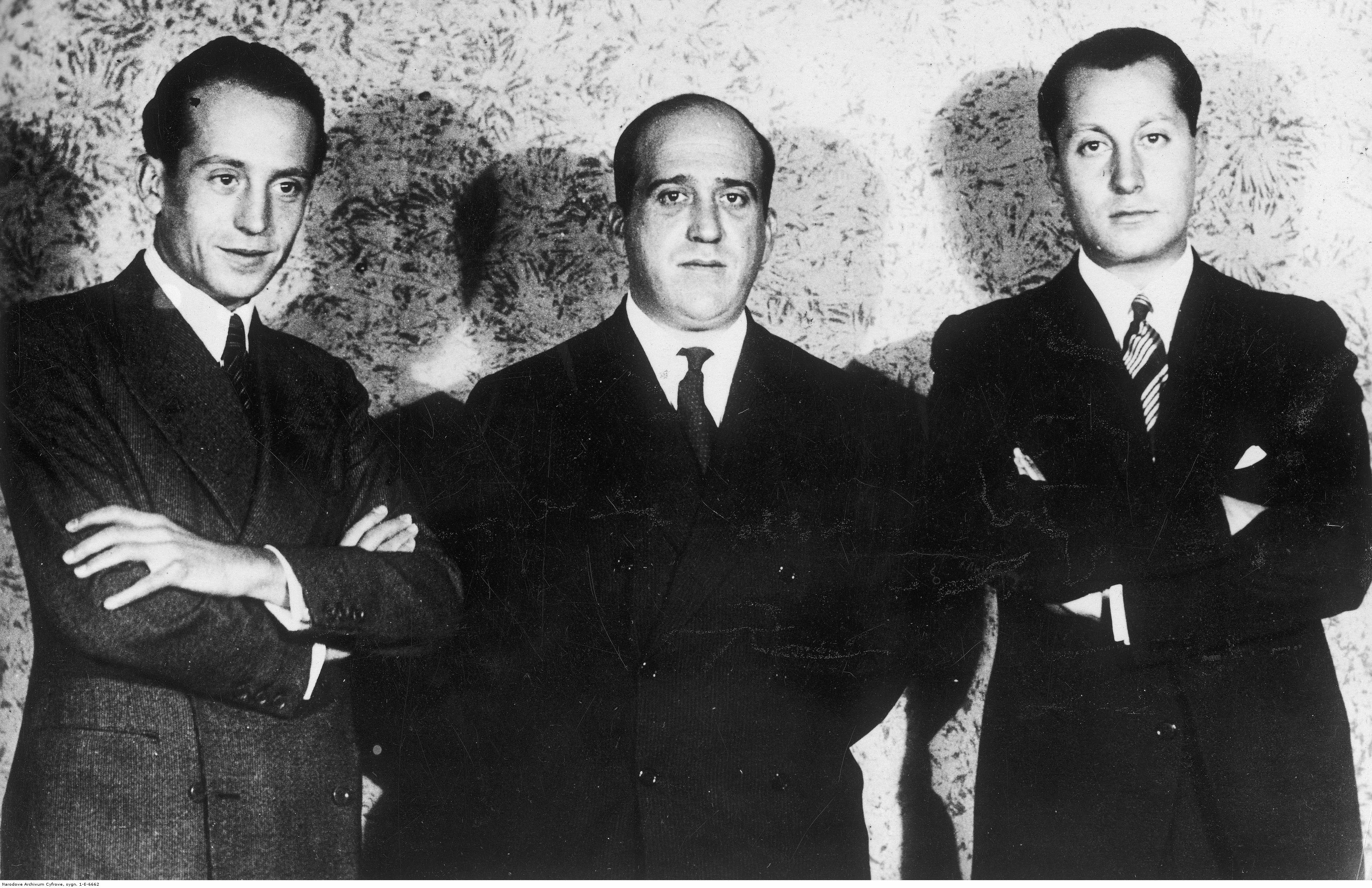
Primo de Rivera junto a Ruiz de Alda (centro) y a García Valdecasas (izquierda), en el mitin fundacional de Falange en el Teatro de la Comedia de Madrid, el 29 de octubre de 1933.

«La Falange tardará en emprender el camino hacia el empleo sistemático de la violencia, pero Falange fue uno de los principales partidos que la practicó durante el segundo bienio. Desde un principio empleó un lenguaje violento que fácilmente podía llegar a la provocación y al asesinato. A su vez, la militancia izquierdista reaccionó, y los primeros muertos entre los lectores y repartidores de prensa falangista se produjeron en enero de 1934.» Una vez producidas las primeras muertes en las filas de la Falange, Primo de Rivera fue el líder falangista que más reticente se mostró ante la expectativa de emplear la violencia de modo sistemático.Payne (1997, Cap. La erupción de la violencia) La primera víctima falangista de la violencia fue el estudiante Matías Montero. A este siguieron otros asesinatos en Valladolid, Gijón y Madrid; los falangistas asesinaron al ex director general de Seguridad y fundador del Comité Nacional de Acción Republicana, Manuel Andrés Casaus, uno de los impulsores de la proclamación de la República en Éibar, en el que aparece implicado el propio Jose Antonio; también al periodista santanderino Luciano Malumbres. Por parte de la derecha, el primer asesinato cometido fue el de Juanita Rico, una costurera miembro de las Juventudes Socialistas, en represalia por la muerte del falangista Juan Cuéllar. Los asesinos de Rico la acusaron de haber tomado parte en la reyerta y haber orinado sobre el cuerpo del todavía moribundo falangista.
En las elecciones de 1936, la izquierda y la derecha acudieron agrupadas en el Frente Popular y Frente Nacional, respectivamente, y La Falange, que no alcanzó acuerdos, concurrió en solitario. Primo de Rivera, al margen de su deseo de conservar el acta parlamentaria, pensaba que no se comprendería que la Falange acudiera a las elecciones desvinculada del Frente Nacional, siendo partidario de alcanzar un acuerdo; pero pesó más la presión de la dirección de la Falange contraria al principio de acuerdo ya alcanzado, bien porque consideraron escasos los escaños garantizados, bien por reticencias a llegar a acuerdos electorales con otras fuerzas.Gil Pecharromán (1996, pp. 411-420) Estas elecciones pusieron de manifiesto los escasos apoyos con los que contaba la Falange, obteniendo 44 000 votos en todo el territorio nacional, lo que significó el 0,7 % de los votos útiles. José Antonio, que presentó su candidatura a ocho circunscripciones, no obtuvo ningún escaño parlamentario, como tampoco su formación política en toda España.

### Detención, procesamiento y encarcelamiento

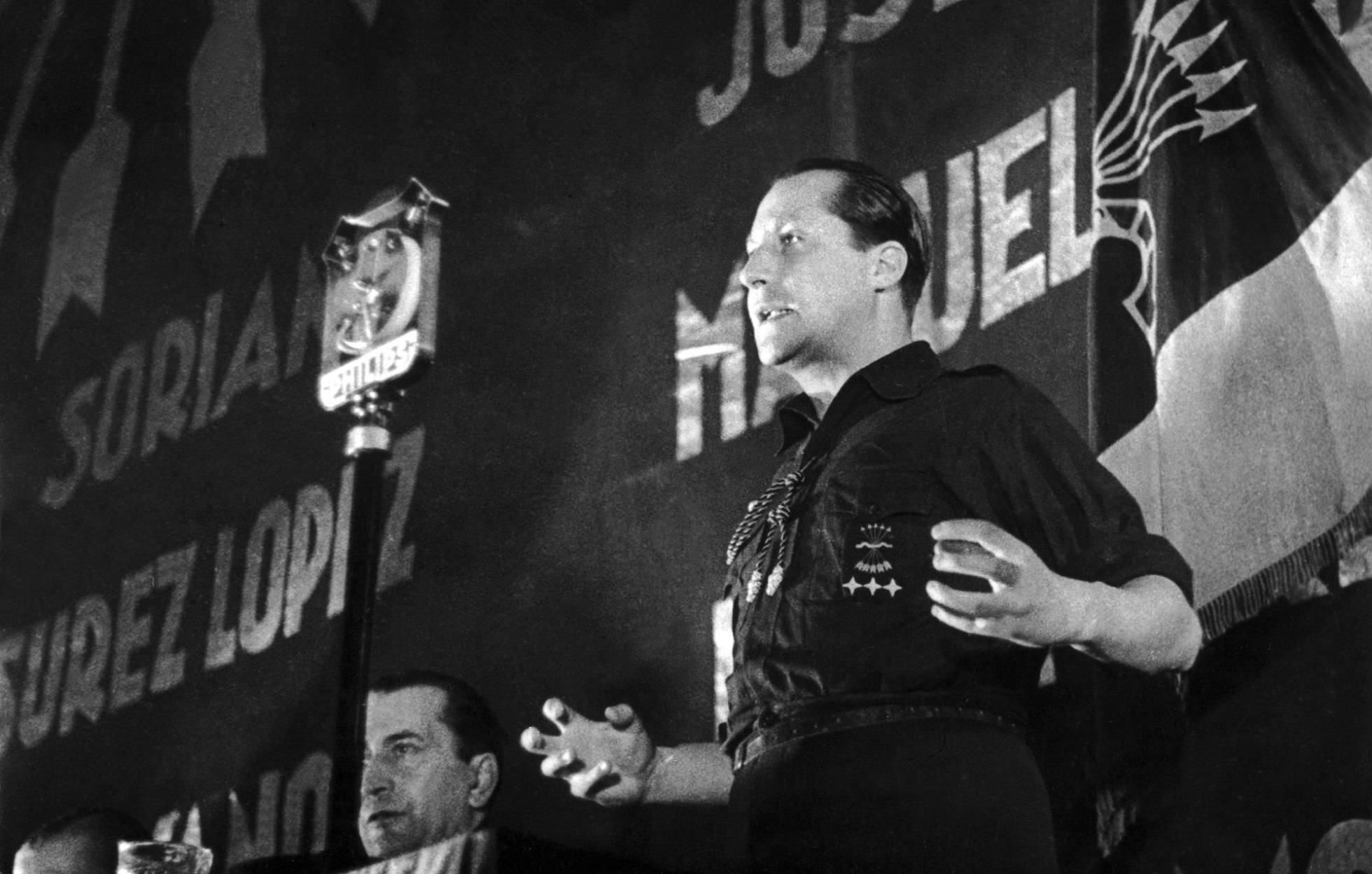
José Antonio Primo de Rivera durante un mitin de Falange (antes de 1936)

Tras el triunfo del Frente Popular en las elecciones de febrero de 1936 Falange Española de las JONS, «nutrida por nuevos militantes y nuevos fondos y en estrecha relación con los conspiradores militares», desarrolló la «estrategia de la tensión» que «justificara» un «golpe de fuerza». Así, «los incidentes violentos protagonizados por falangistas se sucedieron sin interrupción hasta el estallido de la guerra civil». El primer acto violento de gran repercusión mediática y política fue el intento de asesinato del destacado catedrático socialista Luis Jiménez de Asúa el 11 de marzo perpetrado por afiliados al SEU como represalia por el asesinato de un compañero el día anterior. Jiménez de Asúa resultó ileso pero murió el policía que lo escoltaba, el inspector Jesús Gisbert. Tres días después, 14 de marzo, la policía detenía en su propio domicilio a José Antonio Primo de Rivera que había perdido su inmunidad parlamentaria al no resultar elegido diputado en las elecciones de febrero. Fue acusado de tenencia ilícita de armas. También fueron detenidos el resto de los miembros de la Junta Política de Falange y gran parte de los jefes de centuria y los escuadristas de Primera Línea de toda España. En total fueron arrestados unos dos mil falangistas. El 17 de marzo un tribunal declaró a Falange organización ilegal, por tenencia ilícita de armas y actividades violentas. Sin embargo el partido se adaptó con rapidez a la clandestinidad, bajo la jefatura virtual de Fernando Primo de Rivera, hermano de José Antonio, y siguiendo las directrices e instrucciones que este les daba desde la cárcel. El intento de José Antonio de que su hermano Fernando se entrevistara con Mussolini para explicarle los planes insurreccionales de Falange fue frustrado por el embajador italiano en Madrid que estaba convencido de las pocas posibilidades de éxito de un golpe de Estado. Por su parte el agregado aéreo italiano informó a su gobierno de que Falange «ha sido provista de abundantes medios financieros por los partidos de derecha».
José Antonio Primo de Rivera fue conducido detenido desde su domicilio a la sede de la Dirección General de Seguridad (DGS) donde fue interrogado por el director general en persona José Alonso Mallol, a quien José Antonio insultó, lo que acabaría complicando su situación judicial. Estando en los calabozos de la DGS escribió un manifiesto titulado "La voz del Jefe desde el calabozo", cuya difusión le valió el primer proceso judicial, por infracción de la ley de imprenta, que se inició dos días después y que concluyó el 3 de abril, siendo condenado a dos meses de prisión, aunque la sentencia fue revocada por el Tribunal Supremo el 19 de mayo. La sentencia condenatoria del segundo proceso, que se celebró entre el 16 y el 28 de marzo, por las injurias proferidas contra Mallol, fue de nuevo anulada por el Tribunal Supremo, también el 19 de mayo. Un tercer proceso contra los miembros de la Junta Política de Falange, cuyo jefe era José Antonio, se inició el 17 de marzo por asociación ilegal, siendo absueltos el 30 de abril al considerar el tribunal que eran legales los estatutos y los 27 Puntos de Falange. El 28 de mayo comenzó el juicio oral de un cuarto proceso por tenencia ilícita de armas al haber descubierto la policía el 27 de abril tres pistolas en su domicilio. Fue condenado a cinco meses de prisión, lo que encrespó a José Antonio que insultó y amenazó a los jueces y agredió a un oficial de la sala. Así el 18 de junio comenzó un quinto juicio por desacato y atentado a la autoridad. Esta vez la condena fue mucho más dura: cinco años de prisión. Ante el temor de una fuga fue trasladado desde la cárcel Modelo de Madrid a la cárcel de Alicante en la madrugada del 5 al 6 de junio.
En el manifiesto escrito el 14 de marzo en los calabozos de la DGS José Antonio Primo de Rivera afirmaba que Rusia era la que había ganado las elecciones de febrero pues «el comunismo manda en la calle; en estos días los grupos comunistas de acción han incendiado en España centenares de casas, fábricas e iglesias, han asesinado a mansalva, han destituido y nombrado autoridades». Por ello Falange convocaba a todos «estudiantes, intelectuales, obreros, militares españoles, para una nueva empresa peligrosa y gozosa de reconquista».

### Conspiraciones contra la II República Española
Desde sus comienzos, la II República Española estuvo amenazada por tramas insurreccionales. En agosto de 1932 fracasó el primer intento de derrocar la República. Desde entonces subyacían dos corrientes insurreccionales en la derecha: Una de carácter civil alentada principalmente por los partidos Renovación Española y Comunión Tradicionalista, con apoyos dentro del ejército, que pretendía la restauración de la monarquía. Y otra, más puramente militar que pretendía, mediante un golpe militar, restaurar el orden social supuestamente deteriorado con la promulgación de la República. A estas tramas, en 1934 vendría a sumarse Falange Española que nace con un carácter marcadamente insurreccional. Pero a diferencia de estas tramas que veían la posibilidad de un gobierno fuerte como el medio para restablecer el orden perdido, Falange Española ve en ese gobierno fuerte un fin en sí mismo, propone un orden nuevo de carácter totalitario.
Primo de Rivera aspiraba a que la Falange fuese el motor de la insurrección. En varias ocasiones, mantuvo contactos con militares para que apoyaran una insurrección dirigida por la Falange. En el informe secreto sobre la situación política española que José Antonio Primo de Rivera redactó e hizo llegar al gobierno italiano en el verano de 1935, se lamentaba de que en el momento en el que se produjo la revolución de Asturias de octubre de 1934, Falange no dispusiera de fuerzas suficientes para haber respondido con una contrarrevolución; y, sobrevalorando la capacidad de Falange, informaba que "si los acontecimiento se precipitasen, la Falange podría tal vez intentar pronto la conquista del poder, por muy inverosímil que ello suene ahora"; que de darse unas circunstancias parecidas, estaba preparada para iniciar la sublevación. En todo caso, "por el momento, la tarea de los organizadores de la Falange es trabajar sin descanso por fortalecer todos los órganos: será en el mes de octubre cuando se pueda hablar de un plan integral y calcular los elementos de los que se deba disponer para cumplirlo".

Bandera de Falange Española de las JONS.

A finales de 1934 o principios de 1935, Primo de Rivera redactó la composición del posible gobierno que saldría de la insurrección. Formado principalmente por falangistas, también figuraban Franco, Mola y Serrano Suñer como ministros de la Defensa Nacional, Gobernación y Justicia respectivamente. Primo de Rivera se autonombraría jefe de aquel gobierno. En 1935 elaboró varios planes. En junio, la cúpula falangista se reunió con los jefes territoriales en el parador de Gredos para preparar una insurrección que tendría su origen en Fuentes de Oñoro, pueblo de la provincia de Salamanca, cercano a la frontera de Portugal para posibilitar la incorporación del general Sanjurjo (por entonces exiliado en Portugal) y, también, facilitar la huida en caso de fracaso. Y en noviembre, otro plan preveía que la insurrección comenzaría en Toledo, con la colaboración del coronel Moscardó. Ninguno de estos planes encontró los apoyos suficientes. Más adelante, recurriría directamente a Franco, entonces jefe del Estado Mayor, para que apoyara una insurrección. Franco se limitó a desviar la conversación.
Con la victoria del Frente Popular en las elecciones de febrero de 1936, las tramas para derrocar a la República se fortalecieron. Durante varios días el país vivió el riesgo de una intervención castrense para anular los comicios. A partir de entonces se sucedieron las reuniones de generales para propiciar un pronunciamiento. El 8 de marzo, en una de esas reuniones celebrada en el domicilio de un miembro de la CEDA, se concretó un plan para dar un golpe de Estado el 20 de abril del que saldría una junta militar presidida por el general Sanjurjo, todavía en el exilio. Las tramas insurreccionales iban confluyendo y la Falange era ignorada, quedando al margen de ellas.
El 14 de marzo, Primo de Rivera ingresó preso en la cárcel Modelo de Madrid por posesión ilícita de armas y posteriormente, el 5 de junio, fue trasladado a la cárcel de Alicante. Desde la cárcel, favorecido por un relajado régimen de visitas, dirigió a la Falange tratando de llevar la iniciativa en la insurrección. A finales de abril redactó una carta dirigida a los oficiales del ejército que se distribuyó el 4 de mayo. En ella se hacía un llamamiento a la sublevación:

España puede dejar de existir. Sencillamente: si por una adhesión a lo formulario del deber permanecéis neutrales en el pugilato de estas horas, podréis encontraros de la noche a la mañana con que lo sustantivo, lo permanente de España que servíais, ha desaparecido. [...] Cuando lo permanente mismo peligra, ya no tenéis derecho a ser neutrales. Entonces ha sonado la hora en que vuestras armas tienen que entrar en juego para poner a salvo los valores fundamentales, sin los que es vano simulacro la disciplina. Y siempre ha sido así: la última partida es siempre la partida de las armas. A última hora —ha dicho Spengler—, siempre ha sido un pelotón de soldados el que ha salvado la civilización.
Carta a los militares de España.

A partir de mayo de 1936, mantuvo correspondencia con el general Mola. En una carta que Primo de Rivera le hizo llegar a Pamplona, no le prestaba su apoyo total y hablaba de condiciones, ofertándole 4000 falangistas disponibles desde el primer día del alzamiento. La conspiración seguía su marcha y Primo de Rivera no lograba que Falange fuese su movimiento político inspirador. Los militares estaban también en contacto con los monárquicos, los cedistas y los carlistas; y desde el Bloque Nacional, Calvo Sotelo parecía querer arrebatar a Falange el marchamo de fascista. El 24 de junio envía una circular a todas las Jefaturas Territoriales para que no se sumen a proyectos en los que la Falange no es considerada «como un cuerpo total de doctrina, ni como una fuerza en camino de asumir por entero la dirección del Estado» sino que la consideran como un mero «elemento auxiliar de choque».
Solo cinco días después, el 29 de junio, Primo de Rivera envió nuevas circulares, ahora sí, apoyando la insurrección. Una, destinada a la primera línea de Madrid, hacía un llamamiento al adiestramiento para estar preparados ante el instante decisivo: «Vuestro entusiasmo prefiere el combate a la preparación; pero lo que se acerca es demasiado grande para que lo arrostremos sin prepararlo». Y otra, destinada a La Jefaturas Territoriales, para que se pongan a disposición de los mandos militares en la sublevación. «Cada jefe territorial se entenderá exclusivamente con el jefe superior del movimiento militar en el territorio o provincia», interviniendo los falangistas en sus propias unidades con sus propios jefes y sus propios uniformes. A juicio de Gil-Robles, este cambio pudo estar relacionado con el viaje del carlista Rodezno a Alicante o deberse a una conversación de su hermano Fernando (su enlace con los conspiradores) con el general Mola, donde, este último, se mostró enfadado por el tono de la anterior circular del día 24.
El 13 de julio mandó otra carta a Mola en la que le pedía acelerar la sublevación. «Tiene el carácter de apelación suprema. Estoy convencido de que cada minuto de inacción se traduce en una apreciable ventaja para el Gobierno». Esta se cruzó con la comunicación que le envió Mola, por medio de un oficial, informándole del día del alzamiento. José Antonio Primo de Rivera, el 17 de julio, redactó un manifiesto en el que expresaba la participación sin reservas de la Falange en la rebelión.

Un grupo de españoles, soldados unos y otros hombres civiles, no quieren asistir a la total disolución de la Patria. Se alza hoy contra el Gobierno traidor, inepto, cruel e injusto que la conduce a la ruina. […] Trabajadores, labradores, intelectuales, soldados, marinos, guardianes de la patria: sacudid la resignación ante el cuadro de su hundimiento y venid con nosotros por España una, grande y libre. ¡Que Dios nos ayude! ¡Arriba España!
José Antonio Primo de Rivera. 17 de julio de 1936.

### Fusilamiento y repercusión
Cuando el 18 de julio de 1936 se produjo la insurrección, José Antonio Primo de Rivera seguía preso en la cárcel de Alicante. La víspera, él y su hermano habían estado recogiendo sus pertenencias, lo que permite pensar que daban por hecha su salida de Alicante. Con anterioridad a esa fecha existieron diversos planes para posibilitar su fuga. Entre ellos uno que lo llevaría en una avioneta a la ciudad argelina de Orán y otro a Mallorca en una embarcación. Todos fracasaron antes de iniciarse. También existió un ofrecimiento, muy cercano al día 18, de un grupo de oficiales alicantinos que utilizarían un camión de la Guardia de Asalto para alejarlo de Alicante; ofrecimiento que fue rechazado por Primo de Rivera.
El 13 de julio trasmitió una orden para concertar la acción de falangistas y militares simpatizantes en Valencia, Alicante, Alcoy y Cartagena. Varios militares estuvieron reunidos en el hotel Victoria de Alicante donde se alojaban su hermana Pilar y su cuñada. El 17, su hermana y su cuñada se dirigieron a Alcoy para pedir a los falangistas que se acuartelaran con los militares; a su regreso fueron detenidas con la orden de permanecer bajo arresto en su propio hotel (el 1 de agosto serían encarceladas en el Reformatorio de Adultos de Alicante). El levantamiento fracasó en Valencia y Alicante y esto frustró el intento de su liberación. Grupos de falangistas salieron el día 19 de diversos pueblos de Valencia en dirección a Alicante. Uno de los grupos, el más numeroso, que había salido desde Rafal fue detenido a tiros por la Guardia de Asalto. Enterados de este hecho, los otros grupos desistieron.
En los cuatro meses que mediaron hasta su fusilamiento, Primo de Rivera suavizó su discurso. Unos meses antes habría expresado en el número 5 de la publicación titulada 'La Voz: Izquierdas, Centro, Derechas', donde intentaba integrar a todas partes, incluyendo el voto femenino, en un razonado diálogo, que en referencia a la naturaleza de «la Guerra —en este contexto puede entenderse como la lucha interna de cada ser humano consigo mismo— es inalienable al hombre. De ella no se evade ni se evadirá. Existe desde que el mundo es mundo, y existirá. Es un elemento de progreso... ¡Es absolutamente necesaria! […]. Si usted la cree un mal, porque necesitan del mal. De la batalla eterna contra el mal sale el triunfo del bien como dice San Francisco». Ante su incapacidad para evitarla, llega incluso a afirmar «La guerra es absolutamente precisa e inevitable. La siente el hombre con un imperio intuitivo, ancestral, y será en el porvenir lo que fue en el pasado». En estos meses hablaría del fin de las hostilidades y de reconciliación. «La aparente transformación experimentada por José Antonio a lo largo de los siguientes cuatro meses daría pie a la idea, posteriormente muy extendida, de que podría haber sido la gran oportunidad perdida para reconciliar ambos bandos en la guerra civil española.» En agosto propuso un plan para poner fin a la contienda. El día 14, José Antonio diría a Martín Echeverría (Secretario de la Junta Delegada para Levante): «España se deshace. El triunfo absoluto de un bando, no supervisado por nadie, puede traer de nuevo las guerras carlistas: un retroceso donde perecerán todas las conquistas de orden social, político y económico, la entrada en un periodo de tinieblas y torpeza». Diego Martínez Barrio, que acompañó a Echeverría, narra así la entrevista:

Supe que el señor Primo de Rivera había propuesto al señor Martín Echeverría, para que éste, a su vez, lo trasladara al Gobierno, que se le permitiera salir de prisión, donde se reintegraría al cabo de cierto tiempo, para lo cual daba su palabra de honor, con el fin de realizar una gestión en el campo rebelde orientada a la terminación de la guerra civil y al sometimiento de los militares y civiles rebeldes contra la República, al gobierno legítimo. Hablaba también de unas soluciones intermedias que podrían ser base de esa negociación; pero recalcaba, insistía, en la necesidad de que se pusiera término a la contienda que se había iniciado, porque creía él, como español, que la contienda sumiría en el caos y en la ruina a la patria.
Conferencia pronunciada por Martínez Barrio en México en 1941.

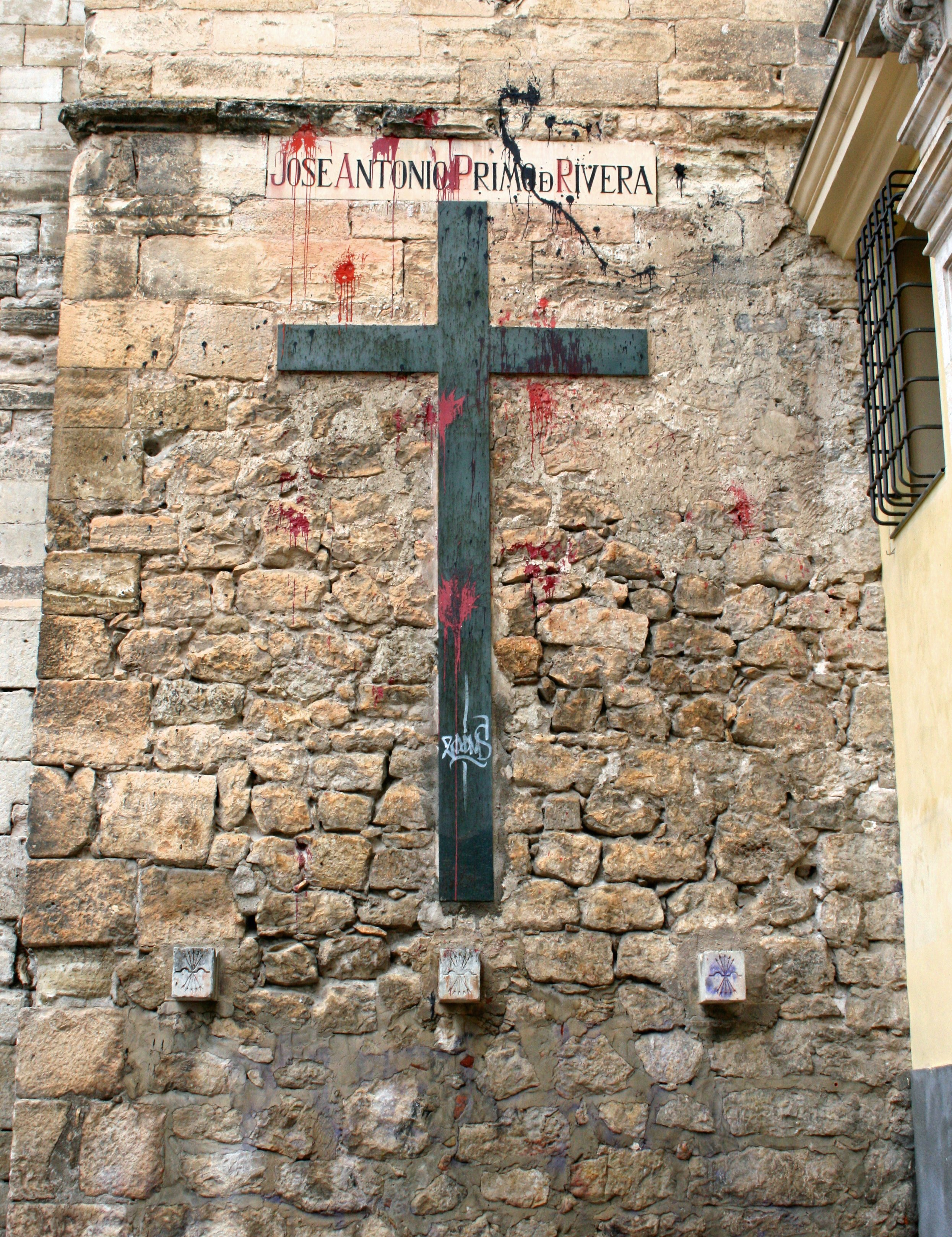
Cruz conmemorativa de José Antonio Primo de Rivera en un lateral de la catedral de Cuenca. Desde marzo de 2018, solo luce la cruz, exenta ya de los símbolos alusivos a José Antonio.

Redactó un guion que ocupaba una hoja por ambas caras en el que se analizaba la situación política y se definían una serie de acuerdos para acabar con la contienda. En otra hoja aparte se encontraba la lista de nombres que formarían el gobierno de reconciliación. El plan contemplaba el acatamiento a la legalidad de la República y una amnistía para los sublevados. El gobierno de reconciliación estaba formado, principalmente, por republicanos moderados y no figuraba ningún militar. El plan no fue tenido en cuenta por el Gobierno y, según la opinión de Martínez Barrio, los rebeldes no habrían depuesto las armas ante tal propuesta, concluyendo que «no había posibilidad de arrancar a la acción de la justicia la persona del jefe de Falange Española».
Su situación en la cárcel vino a agravarse cuando, tras las protestas de otros reclusos por los privilegios de que disfrutaban los hermanos, y una vez cambiado el director de la cárcel, se descubrieron en su celda dos pistolas y cien cartuchos. Desde entonces permanecieron incomunicados con el exterior, prohibiendo que recibieran correo, prensa y escucharan la radio, como había ocurrido hasta entonces.
Desde el bando sublevado existieron diversos intentos de liberación. El Gobierno de la República recibió varias ofertas de los rebeldes para canjearlo. Quizá, la que más posibilidades tuvo de llegar a un acuerdo sería la que proponía el intercambio del hijo de Largo Caballero (entonces presidente del Gobierno). Se reunió el Consejo de Gobierno, Largo Caballero se abstuvo de intervenir y, finalmente, el Consejo lo desestimó. Fracasados los intentos de canje, se desarrollaron varias operaciones tipo comando con el conocimiento y la aprobación de Franco. Dos de estas operaciones se realizaron con la colaboración del Tercer Reich alemán. En ellas se contaba con el apoyo de la delegación diplomática alemana en Alicante, se disponía de dinero para sobornar a quienes lo custodiaban e intervinieron torpederos alemanes para acercarlos al puerto alicantino. Estas operaciones fracasaron como también fracasaría una tercera en la que intervenía un buque de la naviera Ybarra.
El 3 de octubre se inició el sumario contra los dos hermanos, la cuñada (Margarita Larios, mujer de Miguel) y varios carceleros. La acusación era la de conspiración y rebelión militar, lo que conllevaba la pena de muerte. El Tribunal Supremo nombró a Eduardo Iglesias Portal, magistrado de la Audiencia de Madrid, para llevar la causa y el 11 de octubre se iniciaron los interrogatorios de acusados y testigos. José Antonio Primo de Rivera compareció por primera vez ante el tribunal el 3 de noviembre, negando todos los cargos. La vista oral tuvo lugar los días 16 y 17 de noviembre. Primo de Rivera contestó con evasivas a las preguntas del fiscal. Negó haber tenido contactos con elementos contrarios a la República, negó haber contribuido a la preparación de la insurrección y negó haber intervenido en el levantamiento de la Falange en Alicante, alegando que estaba incomunicado en su celda, algo que se contradecía con el flexible régimen de visitas que disfrutaba en aquellos días. El jurado, integrado por catorce miembros, se retiró a deliberar y tras cuatro horas, a las dos y media de la madrugada, salieron con el veredicto de culpabilidad. José Antonio Primo de Rivera fue condenado a muerte por conspiración, su hermano Miguel a cadena perpetua por el mismo delito y Margarita Larios a seis años y un día como colaboradora. En el mismo juicio se absolvió a los tres carceleros que estaban acusados de complicidad.
La sentencia fue confirmada por la Corte Suprema. El gobernador civil Francisco Valdés Casas habría tratado de evitar la ejecución. El comité de Orden Público local ordenó la ejecución de la sentencia para la mañana del día 20. La sentencia se cumplió, según versiones, sin esperar el enterado del Gobierno.
Según Julián Zugazagoitia José Antonio se acercó a los milicianos que formaban el piquete de ejecución, para intentar convencerles de que no le disparasen, pues no era su enemigo:

Mi sueño es la patria, el pan y la justicia para todos los españoles, pero preferentemente para los que no pueden congraciarse con la patria porque carecen de pan y de justicia. Cuando se va a morir no se miente y yo os digo, antes de que me rompáis el pecho con las balas de vuestros fusiles, que no he sido nunca vuestro enemigo. ¿Por qué vais a querer que yo muera?

Las palabras de José Antonio impactaron en sus ejecutores hasta el punto de que se manifestaron algunas dudas. Uno de ellos, muy nervioso respondió:

¡Déjanos en paz! Necesitamos cumplir lo que nos está ordenado. No sabemos si eres bueno o eres malo. Solo sabemos que tenemos que obedecer.

En su testamento expresó: «Ojalá fuera la mía la última sangre española que se vertiera en discordias civiles». Otra de sus frases más conocidas es: «Que todos los pueblos de España, por diversos que sean, se sientan armonizados en una irrevocable unidad de destino»[cita requerida]. La noticia de su muerte llegó pronto a la zona nacional y fue silenciada durante los dos años siguientes, llegándosele a conocer como «el ausente». La figura del mártir, ampliamente explotada en los años siguientes, resultaría quizá más útil y menos incómoda que la del líder político. Además, mientras Primo de Rivera permaneciera vivo pero «ausente», los líderes de Falange no intentarían dotarse de un nuevo líder, siendo así más manejables por la voluntad de Franco de concentrar todo el poder en sus manos. «Después de su ejecución se convirtió en un mártir simbólico, y el cumplimiento de sus supuestos planes para España dotaron de una falsa justificación prácticamente para cada acto del Caudillo.»
Se ha especulado sobre si desde el bando sublevado se hizo o no lo suficiente para preservar su vida. Las relaciones de Primo de Rivera y Franco nunca fueron buenas. Primo de Rivera se negó a que Franco figurara junto a él en la lista de candidatos en las elecciones por Cuenca y Franco, posiblemente, no le perdonó esa actitud. Lo cierto es que la muerte de Primo de Rivera facilitó a Franco la posterior utilización de la Falange. Ramón Serrano Suñer relata en sus memorias: «Respecto al mismo José Antonio no será gran sorpresa, para los bien informados, decir que Franco no le tenía simpatía. Había en ello reciprocidad pues tampoco José Antonio sentía estimación por Franco y más de una vez me había yo —como amigo de ambos— sentido mortificado por la crudeza de sus críticas».
Tras el final de la guerra, el cuerpo fue exhumado y llevado a hombros desde Alicante hasta El Escorial. Y una vez terminada la basílica del Valle de los Caídos, Francisco Franco ordenó que su cadáver fuera trasladado y sepultado allí.

José Antonio Primo de Rivera no llegó a alcanzar una significativa influencia política mientras vivió; sólo contribuyó negativamente a acelerar y aumentar el desastre español. Su fama y apoteosis sólo llegaron de modo póstumo y probablemente no lo hubieran hecho nunca de otro modo. [...] Sin embargo, muerto llegó a ser objeto del más extraordinario culto al mártir de toda Europa contemporánea, lo que, a la larga, le ha garantizado una posición, un estatus, y un papel que nunca podría haber consumado en la vida real.
Payne (1997, pp. 372-373)

En 2019, tras la exhumación de los restos de Franco del Valle de los Caídos, el gobierno aclara que José Antonio puede permanecer «con discreción» en el lugar debido a que es víctima del conflicto civil.Sin embargo, los restos de José Antonio fueros trasladados del Valle de los Caídos al Cementerio de San Isidro el 25 de abril de 2023, en cumplimiento de la Ley de Memoria Democrática, y tras la petición de sus familiares, para dar cumplimiento al deseo que el político dejó escrito en su testamento, de que sus restos descansaran en un lugar católico.

## Ideología y pensamiento

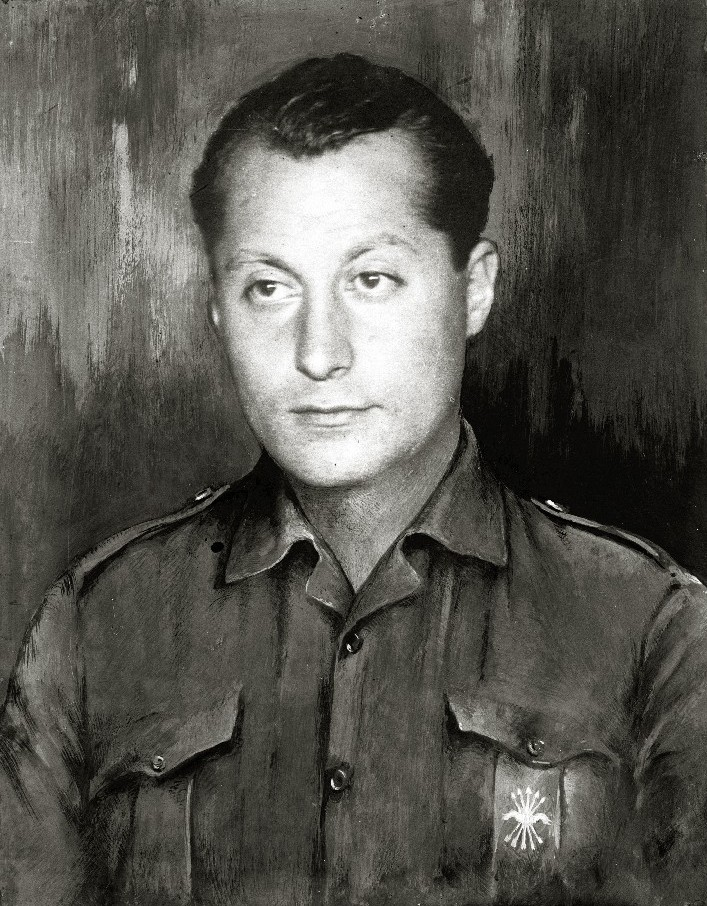
Retrato de José Antonio con la característica camisa azul falangista.

La influencia fundamental de Primo de Rivera podemos encontrarla en su padre. José Antonio Primo de Rivera comenzó su carrera política para defender su memoria política y consideró su dictadura una oportunidad perdida: «Quizá no vuelva a pasar España en mucho tiempo por coyuntura más favorable». Una oportunidad perdida por «pequeñeces»: «Dejaron pasar el instante. No percibieron su decisiva profundidad. Empezaron a hacer remilgos por si la dictadura menospreciaba tales o cuales pequeñeces rituarias». En su trayectoria al frente de la Falange lo veremos, en varias ocasiones, conspirando contra el régimen parlamentario de la II República para propiciar un gobierno totalitario; y en sus escritos son frecuentes las referencias a un sistema jerarquizado y totalitario:

Ninguna revolución produce resultados estables si no alumbra a su César. Sólo él es capaz de adivinar el curso soterrado bajo el clamor efímero de la masa.

El jefe no obedece al pueblo: debe servirlo pues es otra cosa bien distinta; servirlo es ordenar el ejercicio del mando hacia el bien del pueblo, procurando el bien del pueblo regido, aunque el mismo pueblo desconozca cuál es su bien.

Los jefes pueden equivocarse porque son humanos; por la misma razón pueden equivocarse los llamados a obedecer cuando juzgan que los jefes se equivocan. Con la diferencia de que, en este caso, al error personal, tan posible como en el jefe y mucho más probable, se añade el desorden que representa la negativa o la resistencia a obedecer.

Ya es hora de acabar con la idolatría electoral. Las muchedumbres son falibles como los individuos, y generalmente yerran más. La verdad es la verdad (aunque tenga cien votos). Lo que hace falta es buscar con ahínco la verdad, creer en ella e imponerla, contra los menos o contra los más.
Arriba, 4 de julio de 1935.

No obstante la defensa que hiciera del «hecho revolucionario de la Dictadura», le encontró la falta de sustrato ideológico que la mantuviera: «¡Si los intelectuales hubieran entendido a aquel hombre! [...] Los intelectuales hubieran podido organizar aquel magnífico alumbramiento de entusiasmos alrededor de lo que faltó a la Dictadura: una gran idea central, una doctrina elegante y fuerte». Toda su carrera política estuvo determinada por el hecho de que un nacionalismo autoritario efectivo tendría que ser mucho más programático e ideológico y estar más organizado que el sencillo sistema de su padre.
Fue en 1933 cuando Primo de Rivera, animado por el éxito de Hitler, se acercó al fascismo.Preston (1998, p. 110) Primo de Rivera encontró en el fascismo el soporte ideológico que buscaba:

Los que, refiriéndose a Italia, creen que el fascismo está ligado a la vida de Mussolini, no saben lo que es fascismo ni se han molestado en averiguar lo que supone la organización corporativa. El Estado fascista, que debe tanto a la firme voluntad del Duce, sobrevivirá a su inspirador, porque constituye una organización inconmovible y robusta.

Lo que pasó en la Dictadura española es que ella misma limitó constantemente su vida y apareció siempre, por propia voluntad, como un Gobierno de temporal cauterio. No hay pues, que creer, no hay siquiera que pensar que nosotros perseguimos la implantación de un nuevo ensayo dictatorial, pese a las excelencias del que conocimos. Lo que buscamos nosotros es la conquista plena y definitiva del Estado, no para unos años, sino para siempre. [...] Nosotros no propugnamos una dictadura que logre el calafateo del barco que se hunde, que remedie el mal de una temporada y que suponga sólo una solución de continuidad en los sistemas y en las prácticas del ruinoso liberalismo. Vamos, por el contrario, a una organización nacional permanente; a un Estado fuerte, reciamente español, con un Poder ejecutivo que gobierne y una cámara corporativa que encarne las verdaderas realidades nacionales. Que no abogamos por la transitoriedad de una dictadura, sino por el establecimiento y la permanencia de un sistema.
El Fascio, 16 de marzo de 1933

Es también innegable la influencia en él de la generación del 98 con su pesimista visión de la sociedad española, y la especial influencia de Ortega y Gasset; encontrándose en este el referente a su "Unidad de destino en lo universal". Una constante en su pensamiento fue la añoranza de la España Imperial desilusionado por una España que pensaba caminaba hacia la «invasión bárbara», como calificaba al socialismo y especialmente al comunismo. A pesar de esto, intentó acercar a su causa a políticos como Azaña, Prieto o Negrín en diversos momentos de su carrera política, sin éxito.

### Antiparlamentarismo
En repetidas ocasiones, José Antonio Primo de Rivera se refirió al Parlamento en tono despectivo. Lo definió como «una atmósfera turbia, ya cansada, como de taberna al final de una noche crapulosa»; despreciándolo principalmente por los siguientes motivos:
- No creía que las derechas en su ejercicio parlamentario lograran frenar una inevitable revolución socialista:

Las derechas están en su parlamento como niños con juguete nuevo...Encerrados en su parlamento se creen en posesión de los hijos de España. Pero fuera hay una España que ha despreciado el juguete. [...] Esa España mal entendida desencadenó una revolución. Una revolución es siempre, en principio, una cosa anticlásica. Toda revolución rompe al paso, por justa que sea, muchas unidades armónicas. Pero una revolución puesta en marcha sólo tiene dos salidas: o lo anega todo o se la encauza. Lo que no se puede hacer es eludirla; hacer como si se la ignorase.
F.E. Nº1, 7 de diciembre de 1933.

- Consideraba competentes a los ciudadanos para decidir sobre «tareas municipales y administrativas»,[76] pero «incultos»[z] para decidir sobre los destinos de la nación:

Evidentemente, para adueñarse de la voluntad de las masas hay que poner en circulación ideas muy toscas y asequibles; porque las ideas difíciles no llegan a la muchedumbre; y como entonces va a ocurrir que los hombres mejor dotados no van a tener ganas de irse por las calles estrechando la mano del honrado elector y diciéndole majaderías, acabarán por triunfar aquellos a quienes las majaderías les salen como cosa natural y peculiar.
Conferencia pronunciada en el Círculo Mercantil de Madrid el 9 de abril de 1935.

No confío en el voto de la mujer. Mas no confío tampoco en el voto del hombre. La ineptitud para el sufragio es igual para ella que para él. Y es que el sufragio universal es inútil y perjudicial a los pueblos que quieren decidir de su política y de su historia con el voto. No creo, por ejemplo, que en la conveniencia o inconveniencia de una alianza internacional o saber la política marítima a seguir pueda tener la masa opinión, ni a lo sumo, más que muy pocos de sus representantes.
Entrevista sobre el voto femenino en La Voz, 14 de febrero de 1936.

- Tampoco admitía que una mayoría pudiera decidir sobre lo que consideraba verdades absolutas o valores eternos, ni discutir el liderazgo del jefe:

Cuando, en marzo de 1762, un hombre nefasto llamado Juan Jacobo Rousseau, publicó El contrato social dejó de ser la verdad política una entidad permanente.[...] Suponía que el conjunto de los que vivimos en un pueblo tiene un alma superior, de jerarquía diferente a cada una de nuestras almas, y que ese yo diferente está dotado de infalible, capaz de definir en un instante lo justo y lo injusto, el bien y le mal. [...] De ahí vino el sistema democrático, que es, en primer lugar, el más ruidoso sistema de derroche de energías. Un hombre dotado para la altísima función de gobernar, que es tal vez la más noble de las funciones humanas, tenía que sustanciar el ochenta o el noventa por ciento de su energía a sustanciar reclamaciones formularias, a hacer propaganda electoral, a dormitar en los escaños del Congreso, a adular a los electores, a aguantar sus impertinencias, porque de los electores iba a recibir el Poder; a soportar humillaciones y vejaciones de los que, precisamente por la función casi divina de gobernar, estaban llamados a obedecerle.
Discurso de la fundación de la Falange Española (Teatro de la Comedia, 29 de octubre de 1933)

### El Estado y el Individuo
Primo de Rivera preconizaba un Estado autoritario en el que supuestamente el hombre alcanzaría su verdadera libertad; ya que ésta solo sería verdadera «si se conjuga en un sistema de autoridad y de orden». Un sistema reminiscente del absolutismo ilustrado:

La patria es una unidad de destino en lo universal. [...] El Estado no puede ser traidor a su tarea, ni el individuo puede dejar de colaborar con la suya en el orden perfecto de la vida de su nación. [...] La idea de destino, justificador de la existencia de una construcción (Estado o sistema), llenó la época más alta que ha gozado Europa: el siglo XIII, el siglo de Santo Tomás. Y nació de mentes de frailes. Los frailes se encararon con el poder de los reyes y les negaron ese poder en tanto no estuviera justificado por el cumplimiento de un gran fin: el bien de sus súbditos.
Conferencia en un curso de FE de las JONS. 28 de marzo de 1935.

Insistió en numerosas ocasiones en esa visión paternalista del sistema autoritario: «Toda la organización, toda la revolución nueva, todo el establecimiento del Estado y toda la organización de la economía, irán encaminados a que se incorporen al disfrute de las ventajas esas masas enormes desarraigadas por la economía liberal y por el conato comunista».
La autoridad del Estado quedaría justificada por una misión superior a cumplir. España, como nación civilizada, tendría el deber de imponer su cultura y su poder político fuera de sus fronteras. También, el Estado, y su líder, estarían al servicio de la persona.
Para Primo de Rivera, «la dignidad humana, la integridad del hombre y su libertad son valores eternos e intangibles»; considerando que el hombre, únicamente adquiría su calidad humana dedicando su vida a una gran empresa colectiva; el Estado sería esa gran empresa.

### Izquierdas y derechas
Para Primo de Rivera, el principal peligro al que se enfrentaba España era la revolución socialista y en sus escritos y en la acción violenta de la Falange, las izquierdas fueron los enemigos declarados. En cuanto a la derecha la consideraba «falta de fe y de empuje». A finales de 1935, ante la inminencia de unas elecciones en las que la izquierda ya mostraba posibilidades de ganarlas, acusó a la derecha de «dormirse en una indolencia mortal», incapaces de borrar la memoria del enemigo (Manuel Azaña) con una obra «honda y fuerte». a su juicio: «El derechismo, los partidos de derechas, quieren conservar la Patria, quieren conservar la autoridad; pero se desentienden de esta angustia del hombre, del individuo, del semejante que no tiene para comer».
La posición de Primo de Rivera frente a los partidos políticos coincide con el tercerposicionismo y el transversalismo: un sistema totalitario que supera la división de izquierdas y derechas.

### España y el catolicismo
«Muchas veces habréis visto propagandistas de diversos partidos; todos os dirán que tienen razón frente a los otros, pero ninguno os habla de la que tiene razón por encima de todos: España.» España es el concepto que más repetidamente aparece en los discursos de José Antonio Primo de Rivera. Quizá, la frase más repetida en sus discursos fuera: «España, unidad de destino en lo universal». Ese destino sería el que posibilitaría acabar con la lucha de clases y el que evitaría la acción disgregadora de los nacionalismos. España tenía un destino imperial que cumplir y este destino lograría unir a todos los españoles en esa empresa común.

España no se justifica por tener una lengua, ni por ser una raza, ni por ser un acervo de costumbres, sino que España se justifica por su vocación imperial para unir lenguas, para unir razas, para unir pueblos y para unir costumbres en un destino universal; que España es mucho más que una raza y mucho más que una lengua, porque es algo que se expresa de un modo del que estoy cada vez más satisfecho, porque es una unidad de destino en lo universal.
Discurso en el parlamento, 30 de noviembre de 1934.

El catolicismo está presente en los conceptos más utilizados por Primo de Rivera. En los Puntos Iniciales de F.E. puede leerse: «La interpretación católica de la vida es, en primer lugar, la verdadera; pero es además, históricamente la Española»; uniendo en esta frase religión y tradición. También está presente en su concepto de universalidad de España: «¿A qué puede conducir la exaltación de lo genuino nacional sino a encontrar las constantes católicas de nuestra misión en el mundo?» En su concepto de «vida militante y de sacrificio», mezcla su sentido militar y católico; y es indudable su influencia en su sentido de la justicia social y su paternalismo político. De tal modo que mantuvo que «toda construcción de España ha de tener un sentido católico».
Primo de Rivera contempla una concepción espiritual de la Historia y del Hombre dentro de una cosmovisión católica, opuesta a la interpretación materialista del marxismo, pretendiendo fusionar tradición y revolución. La recuperación de la tradición católica de España en sus aspectos fundamentales combinado con un afán revolucionario que rivalice con el socialismo marxista en aquellas situaciones donde la intolerable injusticia hiciera parecer justificable el socialismo. El politólogo Arnaud Imatz le considera un tradicionalista revolucionario y algunos pensadores carlistas como Francisco Elías de Tejada le incluyen como pensador tradicionalista. En cambio Rafael Gambra Ciudad le tacha de imitador de la tradición.

### Economía y sindicato
Contrario al capitalismo (entendido este como la concentración de la riqueza y los medios de producción) y al liberalismo económico (crítica a Adam Smith), creía en un sistema económico totalitario, adhiriéndose al nacional-sindicalismo de Ramiro Ledesma Ramos. Un sistema más allá del corporativismo italiano en el que un sindicato agruparía a todos los empresarios, todos los trabajadores y todos los medios de producción. El fin de este sindicato sería conseguir la justicia social que Primo de Rivera enunciase con: «Patria, pan y justicia». José Antonio Primo de Rivera consideraba que "lo social es una aspiración interesante aun para mentalidades elementales".

no hay igualdad entre el partido dominante, que legisla a su gusto, y el resto de los ciudadanos, que lo soporta. Más todavía, produce el Estado liberal una desigualdad más profunda: la económica. Puestos, teóricamente, el obrero y el capitalista en la misma situación de libertad para contratar el trabajo, el obrero acaba por ser esclavizado al capitalista. Claro que éste no obliga a aquél a aceptar por la fuerza unas condiciones de trabajo; pero le sitia por hambre: le brinda unas ofertas que, en teoría, el obrero es libre de rechazar; pero si las rechaza, no come, y al cabo tiene que aceptarla. Así trajo el liberalismo la acumulación de capitales y la proletarización de masas enormes. Para defensa de los oprimidos por la tiranía económica de los poderosos hubo de ponerse en movimiento algo tan antiliberal como es el socialismo. José Antonio

Al sindicato le atribuye la especial misión de articular la nación. Compartiría esa misión con la familia y el municipio.

## José Antonio Primo de Rivera y el fascismo
Primo de Rivera comienza a interesarse por las ideas fascistas a principios de 1933. Defensor de la dictadura de su padre, consideraba que ésta fracasó por carecer de una base ideológica. Cree encontrar en el fascismo la base ideológica sobre la que sustentar un sistema parecido a la dictadura de su padre.
En octubre de 1933, diez días antes de fundar oficialmente Falange Española en el teatro de la Comedia, viaja a Italia y se entrevista con Mussolini. Los motivos del viaje, según expresó a las autoridades italianas, eran «obtener material informativo sobre el fascismo italiano y sobre las realizaciones del régimen», así como «consejos para la organización de un movimiento análogo en España». En Italia visitó diferentes sedes del Partido Nacional Fascista. Momentos antes de su visita a Mussolini, contaría al periodista que le acompañaba: «Soy como el discípulo que va a ver al maestro». A su regreso a España escribiría: «Yo he visto de cerca a Mussolini, una tarde de octubre de 1933, en el Palacio de Venecia, en Roma. Aquella entrevista me hizo entrever mejor el fascismo de Italia que la lectura de muchos libros». Mussolini le regaló una foto dedicada de gran tamaño que José Antonio Primo de Rivera colgó en su despacho junto al retrato de su padre. Abrazó «un fascismo pleno, basado en la concepción mística de la revolución regeneradora, populista y ultranacionalista, orientada a la construcción de un Estado totalitario como base y cimiento de una comunidad nacional ordenada y entusiasta, jerárquica y conquistadora. Este es el mínimo común denominador de todos los fascismos, y el de Primo de Rivera lo cubría más que suficientemente».
Durante los meses que siguieron a la fundación de la Falange, las declaraciones a favor del fascismo se suceden. En febrero de 1934 su adhesión al fascismo puede considerarse total, considerándolo «una manera nueva de concebir todos los fenómenos de nuestra época e interpretarlos con sentido propio». Primo de Rivera encuentra en el fascismo los conceptos más utilizados en sus discursos:

El fascismo no es sólo un movimiento italiano: es un total, universal, sentido de la vida. Italia fue la primera en aplicarlo. Pero ¿no vale fuera de Italia la concepción del Estado como instrumento al servicio de una misión histórica permanente? ¿Ni la visión del trabajo y el capital como piezas integrantes del empeño nacional de la producción? ¿Ni la voluntad de disciplina y de imperio? ¿Ni la superación de las discordias de partido en una apretada, fervorosa, unanimidad nacional? ¿Quién puede decir que esas aspiraciones sólo tienen interés para los italianos?
 La Nación, 23 de octubre de 1933.

Incluida su visión sobre el hombre, el héroe: «El hombre es el sistema, y ésta es una de las profundas verdades humanas que ha vuelto a poner en valor el fascismo. [...] desde el origen del mundo, es el único aparato capaz de dirigir hombres: el hombre. Es decir, el jefe. El héroe».
Falange Española se ha creado hace cuatro meses cuando se fusiona con las JONS. A juicio de Payne, los veintisiete puntos del programa apenas se diferencian del ideario fascista genérico. Primo de Rivera piensa que la experiencia italiana es exportable a España. Extrae del fascismo o coincide con él en su visión nacionalista y su visión de la justicia social:

—Está bastante extendida la convicción de que el fascismo no podrá arraigar en España. ¿Qué tiene usted que oponer a esta convicción?

—Yo creo que sí arraigará. España ha realizado obras de disciplina maravillosas. Lo que pasa es que esta necesidad nos coge 'después de un siglo de decadencia. En este momento, nuestras virtudes de disciplina y de organización tal vez estén muy enervadas, pero nadie nos dice que no vamos a ser capaces de encontrar el medio de despertarlas. El fascismo es una actitud universal de vuelta hacia uno mismo. Nos dicen que imitamos a Italia. Sí, lo hacemos en lo de buscar nuestra íntima razón de ser en las entrañas propias. Pero esa actitud, copiada, si se quiere, aunque sea eterna, da los resultados más auténticos. Italia se ha encontrado a Italia. Nosotros, volviéndonos hacia nosotros, encontraremos a España.
—El fascismo es esencialmente nacionalista. ¿En qué radica el nacionalismo que ustedes quieren estimular?
—La Patria es una misión. Si situamos la idea de Patria en una preocupación territorial o étnica, nos exponemos a sentirnos perdidos en un particularismo o regionalismo infecundo. La Patria tiene que ser una misión. No hay continentes ya por conquistar, es cierto, y no puede haber ilusiones de conquista. Pero va caducando ya en lo internacional la idea democrática que brindó la Sociedad de las Naciones. El mundo tiende otra vez a ser dirigido por tres o cuatro entidades raciales. España puede ser una de estas tres o cuatro. Está situada en una clave geográfica importantísima, y tiene un contenido espiritual que le puede hacer aspirar a uno de esos puestos de mando. Y eso es lo que puede propugnarse. No ser un país medianía; porque o se es un país inmenso que cumple una misión universal, o se es un pueblo degradado y sin sentido. A España hay que devolverle la ambición de ser un país director del mundo.
—No todos los ciudadanos son capaces de concebir los grandes ideales nacionalistas. Al hombre sencillo del pueblo, ¿qué puede llevarle al fascismo?

—Para el que no sea asequible el gran ideal nacional, queda el motor del ideal social. Indudablemente, el contenido próximo del movimiento está en la justicia social, en una elevación del tipo de vida. El fascismo aspira a la grandeza nacional; pero uno de los escalones de esta grandeza es el mejoramiento material del pueblo. Lo social es una aspiración interesante aun para mentalidades elementales; pero, además, lo nacional es asequible a mucha más gente de lo que se cree. Todo socialista español lleva dentro un nacionalista.
 Ahora, 16 de febrero de 1934.

En los meses siguientes la Falange fue criticada considerándola una imitación del fascismo: «Nos dicen que somos imitadores. […] Después de todo, en el fascismo, como en los movimientos de todas las épocas, hay, por debajo de las características locales, unas constantes, que son patrimonio de todo espíritu humano y que en todas partes son las mismas». Ante estas críticas, (según Payne, influenciado por Ramiro Ledesma), públicamente, se desmarcó del fascismo. En diciembre de 1934 declaró: «La Falange Española de las J.O.N.S. no es un movimiento fascista, tiene con el fascismo algunas coincidencias en puntos esenciales de valor universal; pero va perfilándose cada día con caracteres peculiares y está segura de encontrar precisamente por ese camino sus posibilidades más fecundas». A partir de 1935, no vuelve a relacionar públicamente a la Falange con el fascismo. No obstante, en el informe secreto que envió al Gobierno italiano, en el verano de 1935, sobre la situación de la política española, puede leerse: «La Falange Española de las JONS ha logrado convertirse en el único movimiento fascista en España, lo cual era difícil, habida cuenta del carácter individualista del pueblo»; y, en febrero de 1936, el retrato que le dedicara Mussolini todavía se encuentra presente en su despacho.
El único concepto que Primo de Rivera modificó durante el periodo de su actividad política fue el corporativismo, pues de su primera adhesión plena pasó a una adhesión con matices: «Esto del Estado corporativo es otro buñuelo de viento. Mussolini, que tiene alguna idea de lo que es el Estado corporativo, cuando instaló las veintidós corporaciones, hace unos meses, pronunció un discurso en el que dijo: “Esto no es más que un punto de partida, pero no es un punto de llegada”». En abril contestaría a Miguel Maura en estos términos:

Si Miguel Maura hubiera tenido la amabilidad de leer algunos de mis discursos —desde el de la Comedia, el 29 de octubre de 1933, hasta el del domingo anterior a las últimas elecciones—; si hubiera leído los trabajos publicados en Arriba, humildemente anónimos las más de las veces, por mis camaradas de más clara cabeza, notaría que nuestro movimiento es el único movimiento político español donde se ha cuidado intransigentemente de empezar las cosas por el principio. Hemos empezado por preguntamos qué es España. […] Jamás se ha llamado fascismo [la Falange] en el olvidado párrafo del menos importante documento oficial ni en la más humilde hoja de propaganda.

### La Internacional fascista
Primo de Rivera tuvo una estrecha relación con el fascismo y con los proyectos de la Internacional fascista. En 1933 se crearon los Comitati d’Azione per l’Universalitá di Roma (CAUR), oficinas, en teoría de carácter cultural, abiertas en numerosas ciudades del mundo y dependientes de una central en Roma. Primo de Rivera fue miembro fundador de la sección española. La CAUR organizó diversos encuentros. El primero en Montreux (Suiza), en diciembre de 1934. A este congreso no asistió José Antonio; aunque parece que asistió (no hay prueba documental) uno de los primeros ideólogos del fascismo español, Ernesto Giménez Caballero, entonces encuadrado en la Falange. La prensa italiana informó de que acudía en representación de Primo de Rivera, algo que este desmintió: «El jefe de la Falange fue requerido para asistir. Pero rehusó terminantemente la invitación por entender que el genuino carácter nacional del movimiento que acaudilla repugna incluso la apariencia de una dirección internacional».
En septiembre de 1935 la CAUR organizaría un segundo encuentro al que sí asistió José Antonio Primo de Rivera. Falange no estaba adherida al movimiento y en su discurso ofreció las razones:

España no está preparada todavía para unirse, por mi mediación, a un movimiento de carácter no ya internacional, sino supranacional, universal. Y esto no sólo porque el carácter español es demasiado individualista, sino también porque España ha sufrido mucho por las Internacionales. […] Si apareciésemos ante la opinión pública española como unidos a otro movimiento, y esto sin una preparación lenta, profunda y difícil, la conciencia pública española protestaría. Es preciso, pues, preparar a los espíritus en vista de estos trabajos supranacionales. […] Yo prometo a todos vosotros hacer lo que pueda en ese sentido y despertar una conciencia nacional.
 Discurso de José Antonio Primo de Rivera en el 2º congreso de la CAUR en Montreux.Gil Pecharromán (1996, p. 371)

En abril de 1935 Primo de Rivera viaja a Italia y, como resultado de este viaje, consigue una subvención del gobierno italiano de cincuenta mil liras mensuales. Subvención que permaneció en secreto incluso entre las filas de la Falange y que el propio Primo de Rivera se encargaba de recoger, viajando cada dos meses a la embajada italiana en París. En el verano de 1935, quizá como contrapartida de esta subvención, a requerimiento del Gobierno italiano, Primo de Rivera le hace llegar un informe secreto sobre la situación política de España.
José Antonio Primo de Rivera también viajó, en mayo de 1934, a Alemania para procurarse el apoyo del Tercer Reich. En la petición al embajador alemán se hace constar su interés por la nueva Alemania y especialmente por la organización de las SA y las SS. En este viaje visita a Hitler; aunque la entrevista y el viaje resultaron para él desalentadores, ya que fueron organizados por un miembro secundario del Partido Nazi. No se le dio la mínima relevancia a su estancia en Berlín, y la visita a Hitler fue simplemente protocolaria.

## José Antonio Primo de Rivera y la violencia
Primo de Rivera, en lo personal, protagonizó numerosos actos de violencia. De carácter agradable y de trato cortés, caía en accesos de ira cuando se ofendía la memoria de su padre. En sus tiempos de estudiante acabó a puñetazos numerosas discusiones y más tarde esa violencia la llevó a las Cortes, al Colegio de Abogados y a los cafés. En 1931 protagonizó un grave incidente al agredir al general Queipo de Llano, quien no se privaba de hablar despectivamente sobre el dictador Primo de Rivera (padre de José Antonio). Enterado José Antonio de alguno de esos comentarios, se presentó en compañía de uno de sus hermanos y de sus amigos en el café donde Queipo de Llano frecuentaba una tertulia, llamó su atención y sin darle tiempo a reaccionar, estando Queipo de Llano sentado, le propinó un golpe. Queipo de Llano sufrió una herida en la frente que le dejó marcado y José Antonio Primo de Rivera, que era alférez de complemento, fue expulsado del Ejército por un tribunal militar.
En su actividad parlamentaria, en dos ocasiones agredió a puñetazos a dos diputados. En uno de los casos, las críticas del diputado a la dictadura de su padre sirvieron de detonante. Cuando fue juzgado por tenencia de armas, en el momento que se leyó la sentencia que lo condenaba a cinco meses de arresto tuvo un acceso de cólera, insultó y amenazó a los magistrados; actuaba como su propio defensor y se rasgó la toga y arrojó al suelo el birrete. Un oficial del juzgado comentó: «Tan chulo como su padre», a lo que Primo de Rivera respondió propinándole un puñetazo que fue respondido por este lanzándole un tintero que le alcanzó la frente. En la cárcel Modelo de Madrid, cuando se le comunicó su traslado a la de Alicante, estando encerrado en su celda, se encolerizó hasta tal punto que otros falangistas se alarmaron y, creyendo que estaban sometiendo a su líder a malos tratos, protagonizaron un conato de motín.
Primo de Rivera admitía la violencia como algo normal en las relaciones sociales y políticas. Se educó en un ambiente militarista y vivió una época en la que la violencia formaba parte de la actividad política. Estuvo influenciado por la obra de Georges Sorel Reflexiones sobre la violencia, referente de la extrema derecha europea de aquella época, y era admirador de Mussolini y sus métodos para combatir a la izquierda y acceder al poder mediante acciones violentas.
Primo de Rivera sufrió varios atentados contra su vida. Está documentado uno en el que, el 10 de abril de 1934, tirotearon su coche y el conductor y su acompañante salieron detrás de los pistoleros, manteniendo con ellos un tiroteo. El atentado contra un parlamentario era un hecho infrecuente y tuvo una gran repercusión. También, en otra ocasión, confundieron un coche con el suyo y le arrojaron un petardo.
Fundó Falange Española, partido político de corte fascista que, como tal, contemplaba el acceso al poder por métodos violentos; y la práctica de la Falange corroboró estos métodos llegando al pistolerismo. No obstante, entre los líderes fascistas españoles, fue el menos proclive a la práctica sistemática de la violencia y el asesinato. Para Primo de Rivera, el uso de la violencia era lícito si se ejercía para conseguir un fin superior. El acceso al poder de la Falange para instaurar un régimen totalitario que garantizara la unidad de una España que él veía amenazada era ese fin superior que justificaba la violencia: «Teníamos que demostrar que no éramos una banda de mercenarios dedicados a eliminar a sus adversarios. Yo hablé en el Teatro de la Comedia de la dialéctica de los puños y las pistolas sin pensar en las emboscadas en las que murieron los mejores muchachos de la primera hora, sino pensando en la conquista del Estado y en la defensa de la Patria». Esta sería una violencia que no entraría en conflicto con sus convicciones religiosas, ya que «la violencia no es censurable sistemáticamente. Lo es cuando se emplea contra la justicia. Pero hasta Santo Tomás, en casos extremos, admitía la rebelión contra el tirano». Aceptando sus propias palabras, para asumir la violencia que llegó a ejercer la Falange, habría tenido que vencer su convicción religiosa: «Cuando se derramó la sangre de estos jóvenes, comprendí que era necesario defendernos. Mis escrúpulos morales y religiosos se hicieron retortijones y, tras una larga lucha interior, la fe en nuestro ideal venció a toda desilusión y a todo remordimiento».
Se mostró indeciso en el momento que la Falange se planteó el paso de las razias en la calle y la universidad al uso sistemático de la violencia para amedrentar a la izquierda; pero al fin dio ese paso. Es indudable que los numerosos disturbios y asesinatos que la Falange protagonizó después de que el Frente Popular se atribuyese el triunfo en las elecciones lo fueron con su conocimiento y bajo sus directrices. Sin embargo, en abril de 1936, enterado del plan para atentar contra Largo Caballero, lo desautorizó. Podría concluirse que no aceptaba la violencia por la violencia; pero, «si no hubiera otro medio que la violencia, ¿qué importa? Todo sistema se ha implantado violentamente, incluso el blando liberalismo».

## La mitificación de José Antonio Primo de Rivera por el franquismo

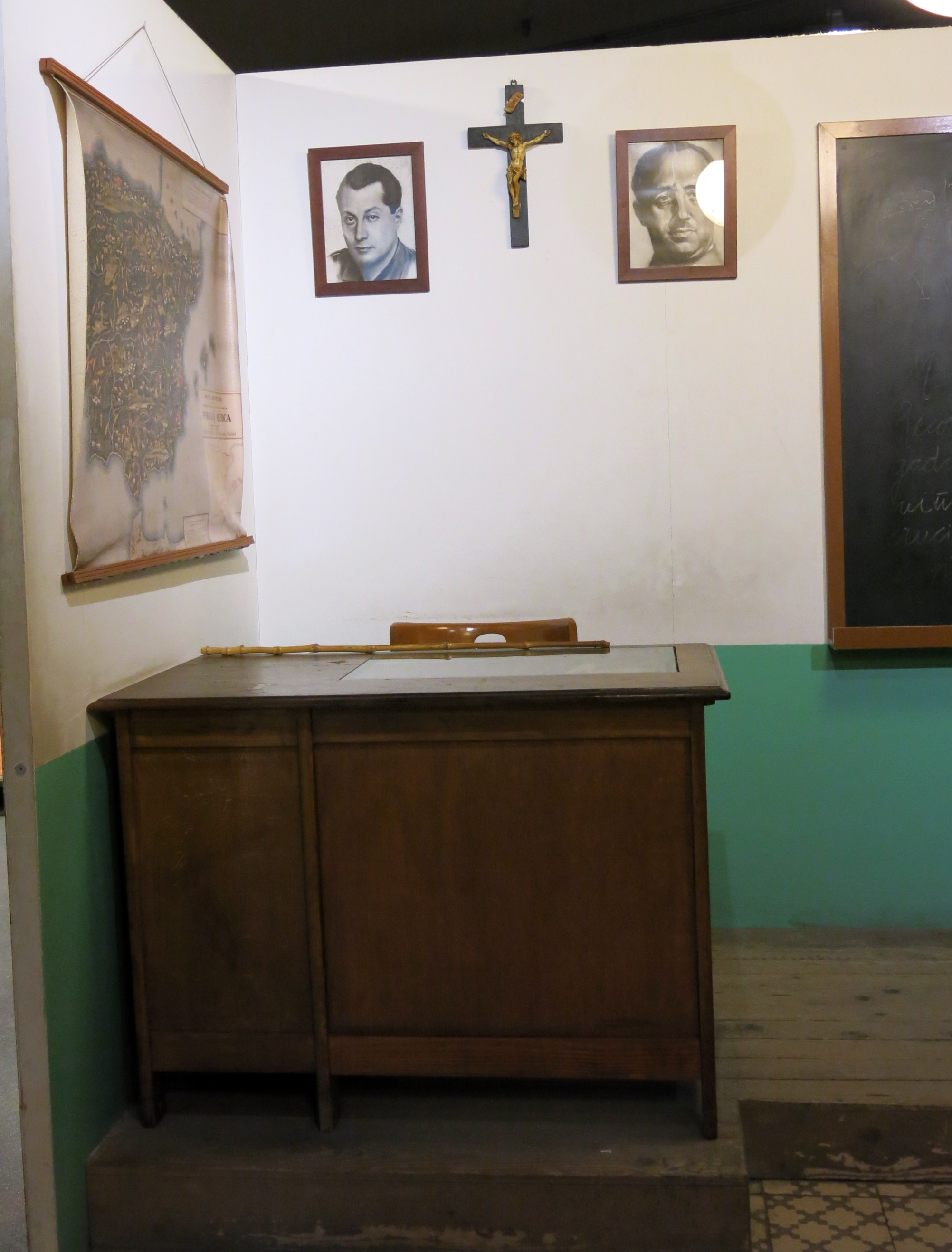
Recreación de un aula típica de una escuela durante el franquismo, presidida por un crucifijo y los retratos de Franco (a su derecha) y de José Antonio Primo de Rivera (a su izquierda). Museu d'Història de Catalunya.

Como ha destacado Zira Box, «si hubo un caído por excelencia dentro del Nuevo Estado franquista, ese fue sin duda José Antonio». «Su retrato, siempre colocado junto al del Caudillo, lució sin parangón en las escuelas y en las oficinas públicas, en los escaparates de los comercios y en los balcones particulares en cada desfile, fiesta o demostración. Su nombre prendió en las iglesias españolas inaugurando las listas de caídos y presidió buena parte del discurso vencedor en la posguerra». «Para los falangistas, sería exaltado en su condición de profeta y Fundador hasta la emulación del propio Cristo derramando su sangre joven por la redención de España».
Según Stanley G. Payne, José Antonio Primo de Rivera «llegó a ser objeto del más extraordinario culto al mártir de toda Europa contemporánea, lo que, a la larga, le ha garantizado una posición, un estatus, y un papel que nunca podría haber consumado en la vida real».
Según Zira Box, la «explotación» que hizo el franquismo de la figura del «caído» José Antonio Primo Rivera se debió a tres razones. La primera, porque era «un elemento importante al que recurrir dentro del heterogéneo discurso legitimador de los vencedores», especialmente durante los primeros años cuando el fascismo triunfaba en Europa. En segundo lugar, porque aseguraba la conformidad de los falangistas con el régimen de Franco. Y en tercer lugar, «porque redundaba en beneficio del propio Franco quien, presentándose como el defensor, el garante y continuador de la doctrina joseantoniana, obtenía buenas dosis de legitimidad como nuevo jefe nacional del partido unificado y como sucesor natural del Fundador muerto».

### El mito de «El Ausente»
Una primera apropiación por el franquismo de su figura fue ocultar durante dos años que había sido fusilado en Alicante en la madrugada del 20 de noviembre de 1936, lo que alimentó la esperanza entre los falangistas de que siguiera con vida. Así surgió el mito del José Antonio «Ausente», lo que contribuyó «al proceso de sacralización posterior que experimentarían sus textos y sus dichos», según Zira Box. Más de un año después de haberse convertido en el nuevo jefe del partido unificado FET y de las JONS en abril de 1937, el general Franco consideró que había llegado el momento de dar a conocer la noticia del fallecimiento de José Antonio. A partir de entonces el mito del «Ausente» dio paso al mito de José Antonio, el profeta y el fundador muerto en sacrificio y servicio de España.
El primer paso fue la promulgación del decreto de 16 de noviembre de 1938, cuando se cumplía el segundo aniversario de su muerte, en el que tras proclamar a José Antonio Primo de Rivera como «héroe nacional» y «símbolo del sacrificio de la juventud de nuestros tiempos», se instituía el 20 de noviembre de cada año como día de luto nacional y, entre otras medidas conmemorativas, se anunciaba que se erigiría un monumento «de importancia adecuada a los honores propios del conmemorando». Además se estableció, como símbolo de duelo, el uso de la corbata negra sobre la camisa azul para todos los miembros de la Falange. El decreto fue acompañado por una orden de la Junta Política de FET y de las JONS firmada por Dionisio Ridruejo por la que todas las iglesias debían exhibir en sus muros unas placas conmemorativas con la lista de los «caídos» de cada localidad que debían estar encabezadas con el nombre de José Antonio Primo de Rivera.
Cuatro días después de la promulgación del Decreto, el día en que se cumplía el segundo aniversario de su fallecimiento, se celebraron en Burgos, capital de la zona sublevada, unos solemnes funerales por José Antonio ―al día siguiente se celebraron en el resto de las principales ciudades de la zona insurrecta―. Pronunciaron discursos el general Franco, el ministro del Interior Ramón Serrano Suñer y el secretario general de FET y de las JONS, Raimundo Fernández Cuesta, amigo íntimo de José Antonio. En su discurso Fernández Cuesta insistió en la ejemplaridad de su muerte, «suficiente para dar a su doctrina, a su obra, caracteres de pureza y de fuerza». El general Franco depositó a continuación una corona de flores bajo la placa recién esculpida en la catedral con los nombres de los caídos encabezados por el de José Antonio, tal como se había establecido en la orden de la Junta Política del partido único.
Por su parte, Radio Nacional ofreció una serie de conferencias de exaltación de José Antonio en el marco de su Semana conmemorativa. En una de ellas se dijo que, como profeta creador de una nueva era y de un nuevo movimiento, había «dejado señalados los rumbos a seguir y las normas infalibles con su verbo imperativo». En esas conferencias, y más adelante, se utilizó un lenguaje «plenamente devocional», en el que José Antonio era presentado, según Zira Box, como «el Mesías, el hombre esperado, aquel que se había prestado a todos los sacrificios, sufriendo en su carne la Pasión y la Muerte. Era el Elegido que el 29 de octubre de 1933 había hablado por primera vez a los españoles para revelarles una nueva doctrina de redención. Incluso, en algunos casos, la voz de José Antonio era comparada con la voz de Dios, tal y como lo hacía Ridruejo en su conferencia radiofónica del 15 de noviembre». José Antonio quedó convertido en «el profeta de la religión política falangista».

### Traslado del cadáver de Alicante al Monasterio de El Escorial (1939)
Pocos días después de acabar la guerra civil el 1 de abril de 1939 se produjo la «reconquista» del cuerpo de José Antonio, como lo había reclamado el falangista Agustín de Foxá ―«un día tus camaradas pasarán detrás de la espada victoriosa de Franco a reconquistar tu cuerpo», había escrito en noviembre de 1938―. Fue exhumado el cadáver y enterrado en un nicho del cementerio de Alicante en una ceremonia que terminó con el saludo fascista y con el grito ritual de «¡Presente!» pronunciado por su hermano Miguel Primo de Rivera. El 9 de noviembre de 1939, cuando se iba a cumplir el tercer aniversario de su muerte, Franco ordenó el traslado de los restos de José Antonio a El Escorial. El traslado del féretro desde Alicante fue realizado a pie a hombros de falangistas que se iban turnando día y noche ―cada vez que se realizaba un relevo se pronunciaba el grito ritual de «José Antonio Primo de Rivera ¡Presente!» acompañado de salvas de cañón y repique de campanas; por la noche la comitiva era acompañada por falangistas portando antorchas―. Comenzó el 20 de noviembre y costó diez días completos recorrer los casi quinientos kilómetros que separan Alicante de El Escorial. El ataúd fue recibido a las puertas de El Escorial por el propio Generalísimo Franco, acompañado por todo el gobierno y la jerarquía militar, entre redobles de tambores, salvas de artillería y música militar. Al lado del sepulcro se dispusieron las coronas de flores enviadas por Hitler y Mussolini. Finalmente el general Franco pronunció las mismas palabras que había dicho José Antonio durante en el funeral de Matías Montero en 1934. El féretro de José Antonio fue enterrado al pie del altar mayor de la capilla de los Reyes. El Departamento Nacional de Cinematografía rodó un documental sobre el funeral titulado ¡Presente!. Como ha señalado Zira Box, «la elección de El Escorial para el enterramiento ―un recinto histórico reservado a los grandes reyes del pasado español― contribuyó a dejar claro a los sectores monárquicos quién era el mártir indiscutible de la dictadura».
Los artículos que publicó en esos días la prensa falangista, en especial el diario Arriba, contribuyeron a afianzar la mitificación de José Antonio, que volvió a ser comparado con Cristo. Así lo hizo Rafael Sánchez Mazas en un artículo publicado el 1 de diciembre y que sería reproducido en años sucesivos por el Departamento de Propaganda franquista:

El que se pone a predicar la futura redención de un pueblo y está dispuesto a morir por el espíritu contra la carne, acaba por imitar a Cristo sin querer. […] Así murió ―no en vano vale la pena repetirlo― condenado a muerte a los treinta y tres años de su edad, después de haber padecido el Getsemaní, de haberse visto rodeado de pocos discípulos, de haber escandalizado a fariseos y a energúmenos y después de haber dedicado tres años de pública vida a la redención de su pueblo.

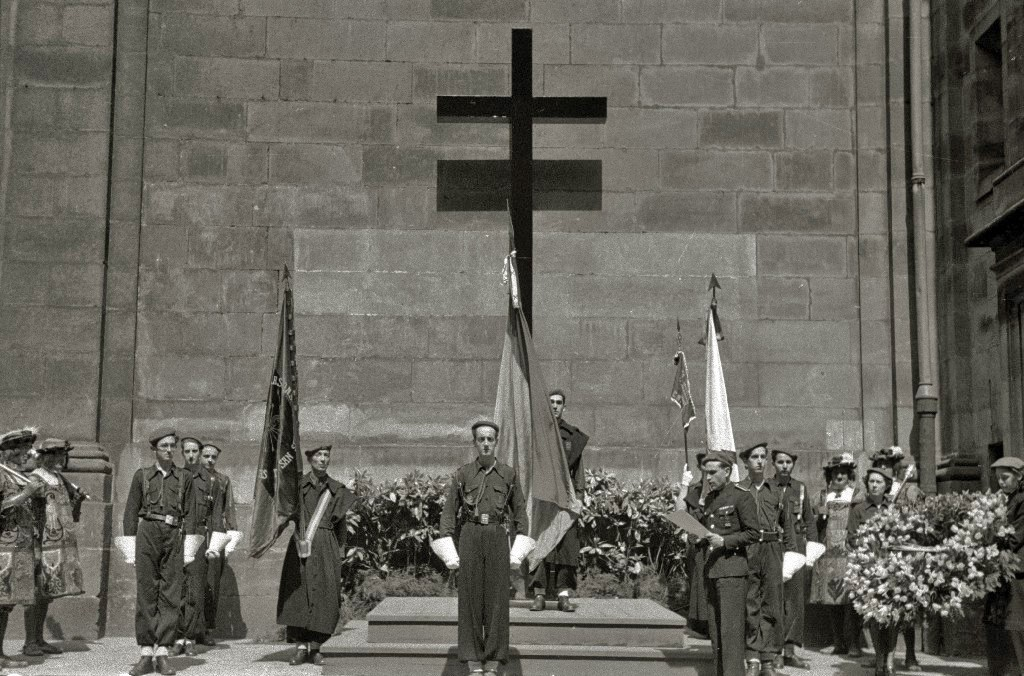
Acto de homenaje a José Antonio Primo de Rivera en San Sebastián (1941).

Como ha señalado Ismael Saz, «el gigantesco y formidable espectáculo del traslado de sus restos mortales de Alicante a Escorial en noviembre de 1939 reunió casi todas las facetas del mito: la propiamente mística del componente religioso y culto a los caídos de todos los fascismos; la, a la vez, movilizadora y legitimadora de una Falange que aún confiaba en ver hecho realidad el sueño del Estado totalitario; la propiamente legitimadora de un régimen, el franquista, y su máximo exponente, Franco, bastante distantes del revolucionarismo falangista».
«A partir de entonces, una efectiva fiebre publicística inundó al país recién salido de la guerra de biografías, recordatorios y homenajes dirigidos a perpetuar la gloria del fallecido». En Recordación de José Antonio de Eugenio Suárez publicado en 1939 se le denominaba simultáneamente Profeta, Ausente, Elegido, César, Camarada y Precursor. «Cuando escuches nuestras súplicas encendidas, piensa que son expresión constante de nuestro recuerdo. Pero piensa también que son expresiones de fe. Fe en Tu misión al servicio de España», escribió Eugenio Suárez.
Zira Box concluye: «De lo que no cabe ninguna duda es de que José Antonio fue un muerto omnipresente oportunamente utilizado por el dirigente de la Nueva España surgida de la misma guerra que había matado al conmemorado».

### Traslado de El Escorial al Valle de los Caídos (1959)
Cuando estaba a punto de inaugurarse el Valle de los Caídos, el general Franco envió una carta el 7 de marzo de 1959 a los hermanos de José Antonio Primo de Rivera, Miguel y Pilar, para que dieran permiso para enterrarlo en el valle. En la carta les decía: «Terminada la grandiosa basílica del Valle de los Caídos, levantada para acoger a los héroes y mártires de nuestra Cruzada, se nos ofrece como el lugar más adecuado para que en ella reciban sepultura los restos de vuestro hermano José Antonio, en el lugar preferente que le corresponde entre nuestros gloriosos caídos. Aunque su señera y trascendente figura pertenece ya a la Historia y al Movimiento, al que tan generosamente se entregó, siendo sus dos hermanos sus más inmediatos allegados, es natural seáis vosotros los que deis vuestra conformidad para el traslado de los restos, que reposarán allí en la misma forma y disposición que hasta hoy han tenido en el Monasterio de El Escorial». Los hermanos le respondieron cuatro días después aceptando el ofrecimiento y agradeciendo la carta de Franco, «que viene a mostrarnos hasta qué punto guardáis sincero y profundo cariño y respeto a la persona y la obra de nuestro hermano José Antonio». «Creemos también interpretar así el deseo de José Antonio de reposar junto a sus camaradas, y que ese mismo es el sentir de la Falange, que bajo la jefatura de V. E. tan leal sigue siendo a su memoria y a su idea. Desearíamos que el traslado desde el Monasterio de El Escorial hasta la basílica del Valle de los Caídos tuviera, lo más posible, carácter íntimo y recogido», añadieron.
La decisión de trasladar a José Antonio de El Escorial al Valle de los Caídos no fue bien acogida por ciertos sectores falangistas que consideraban que se hacía para contentar a los monárquicos que ya criticaron en su momento que el líder de Falange fuera enterrado en el panteón de los reyes de España. Por otro lado, se respetó el deseo de los hermanos y al traslado que comenzó al anochecer del domingo 29 de marzo solo asistieron veinticuatro personas, además de Miguel y Pilar Primo de Rivera. Entre ellas se encontraban destacados falangistas como Raimundo Fernández Cuesta, José Antonio Girón de Velasco o José Solís Ruiz, junto con exministros como Joaquín Ruiz Giménez. Franco no asistió y ocupó su lugar el subsecretario de la Presidencia Luis Carrero Blanco. El ministro de Justicia Antonio Iturmendi levantó acta como notario mayor. El féretro fue colocado sobre las mismas andas en que había sido trasladado desde Alicante veinte años antes y llevado a hombros por miembros de la Vieja Guardia y de la Guardia de Franco que se turnaron a lo largo de los trece kilómetros que separan El Escorial del Valle de los Caídos. Al llegar a su destino se hizo cargo del féretro el abad Justo Pérez de Urbel. Algunos falangistas allí congregados pitaron y abuchearon a la comitiva. Finalmente el féretro fue depositado al pie del altar mayor de la basílica bajo una losa de granito, con la misma sencilla inscripción de «José Antonio» que ya se había utilizado en El Escorial.

### Traslado al cementerio de San Isidro (2023)

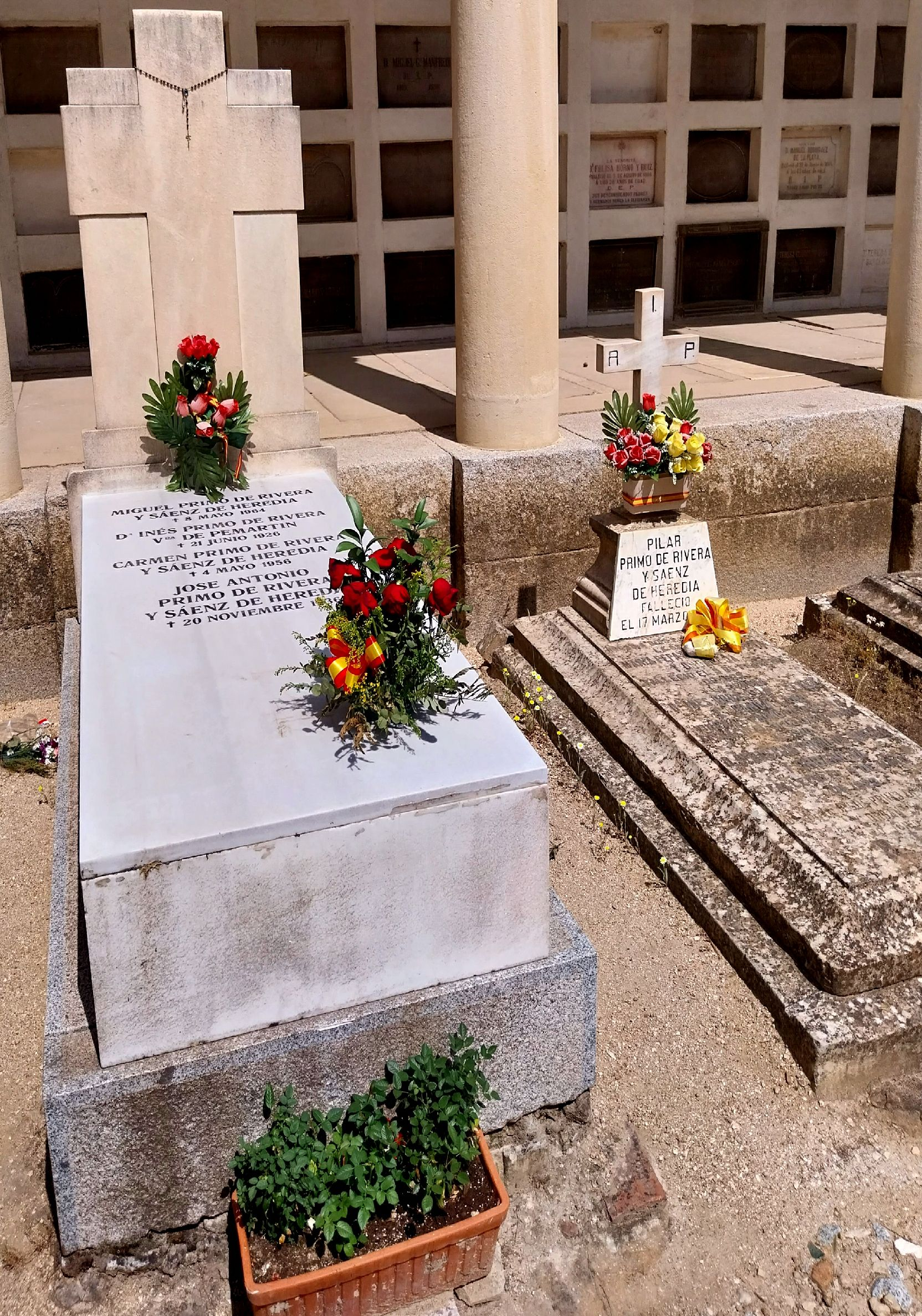
Tumba de los hermanos José Antonio, Miguel y Carmen Primo de Rivera Sáenz de Heredia en el Cementerio de San Isidro; a su lado, la tumba de otra de las hermanas, Pilar Primo de Rivera (imagen de junio de 2025)

El 24 de abril de 2023, coincidiendo con el 120 aniversario de su nacimiento, José Antonio fue exhumado del entonces ya llamado Valle de Cuelgamuros, para dar cumplimiento a la Ley de Memoria Histórica. Fue enterrado en el cementerio de San Isidro de Madrid  tras la petición de sus familiares, para dar cumplimiento al deseo que el político dejó escrito en su testamento, de que sus restos descansaran en un lugar católico A la llegada del coche fúnebre al cementerio se produjeron varios incidentes protagonizados por falangistas.

## Títulos
Fue dos veces grande de España —una, por concesión de tal distinción al marquesado de Estella en 1921, y otra, a título póstumo, al serle concedido el ducado de Primo de Rivera—. Fue, por tanto, III marqués de Estella y, en 1948, póstumamente, I duque de Primo de Rivera (título que desapareció en 2022 debido a la Ley de Memoria Democrática). Asimismo, ostentó el título de gentilhombre de cámara con ejercicio y servidumbre, caballero de la Orden de Santiago y alférez de complemento del arma de caballería del Ejército español.

### Textos de José Antonio Primo de Rivera
- Primo de Rivera, José Antonio (2007). Obras completas. Edición del Centenario. Plataforma 2003. ISBN 978-84-96198-19-7.
- Del Río Cisneros, Agustín, ed. (1974). Obras completas de José Antonio Primo de Rivera. Editorial Almena. ISBN 84-7014-132-5.
- Del Río Cisneros, Agustín, ed. (1976). José Antonio Primo de Rivera. Obras completas (1922-1936). Instituto de Estudios Políticos. Madrid, 1976.
- Del Río Cisneros, Agustín, ed. (1975). Frente a frente. José Antonio frente al Tribunal Popular, Alicante - Noviembre 1936. Madrid: Almena. ISBN 84-7014-158-9.

### Análisis de pensamiento
- Argaya, Miguel (1996). Entre lo espontáneo y lo difícil (Apuntes para una revisión de lo ético en el pensamiento de José Antonio Primo de Rivera). Oviedo: TARFE. ISBN 84-921050-6-2.
- Imatz, Arnaud (2003). José Antonio. Falange Española y el Nacionalsindicalismo. Plataforma 2003. ISBN 84-96198-01-4.
- — (2006). José Antonio, entre el odio y el amor. Su historia como fue. Áltera. ISBN 978-84-89779-90-7.
- de Miguel Medina, Cecilio (1975). La personalidad religiosa de José Antonio. Madrid: Almena. ISBN 84-7014-159-7.
- Muñoz Alonso, Adolfo (1969). Un pensador para un Pueblo. Madrid: Almena. ISBN 84-7014-037-X.